# Torneo Clausura 2022 (México)
El Torneo Clausura 2022 o también llamado Torneo Grita México Clausura 2022 fue la centésima séptima edición del campeonato de liga de la Primera División del fútbol mexicano; se trató del 52.° torneo corto, luego del cambio en el formato de competencia, con el que se cerró la temporada 2021-2022.
El campeón de este torneo volvió a ser el Atlas tras vencer al líder del torneo Pachuca, con global de 2:3, consiguiendo de esta forma también, el primer bicampeonato en la historia de la institución. También se convirtió en el tercer club en el fútbol mexicano en lograrlo bajo el formato de torneos cortos, junto a Pumas (que lo logró en el Clausura y Apertura 2004) y León (que lo logró en el Apertura 2013 y Clausura 2014).
Además, el equipo rojinegro también obtuvo el trofeo de Campeón de Campeones 2021-22 tras ganar los dos torneos de la temporada.

## Sistema de competición
El torneo de la Liga BBVA MX, está conformado en dos partes:
- Fase de calificación: Se integra por las 17 jornadas del torneo.
- Fase final: Se integra por los partidos de reclasificación, cuartos de final, semifinal y final, más conocida como liguilla.

### Fase de clasificación
En la fase de clasificación se observó el sistema de puntos. La ubicación en la tabla general, está sujeta a las siguientes condiciones:
- Por juego ganado se obtendrán tres puntos.
- Por juego empatado se obtendrá un punto.
- Por juego perdido no se otorgan puntos.

En esta fase participan los 18 clubes de la Liga BBVA MX jugando en cada torneo todos contra todos durante las 17 jornadas respectivas, a un solo partido.
El orden de los clubes al final de la fase de calificación del torneo corresponderá a la suma de los puntos obtenidos por cada uno de ellos y se presentará en forma descendente. Si al finalizar las 17 jornadas del torneo, dos o más clubes estuviesen empatados en puntos, su posición en la tabla general será determinada atendiendo a los siguientes criterios de desempate:
1. Mejor diferencia entre los goles anotados y recibidos y goles.
2. Mayor número de goles anotados.
3. Marcadores particulares entre los clubes empatados.
4. Mayor número de goles anotados como visitante.
5. Mejor ubicado en la tabla general de cocientes.
6. Tabla Fair Play.
7. Sorteo.

Para determinar los lugares que ocuparán los clubes que participen en la fase final del torneo se tomará como base la tabla general de clasificación.
Participan automáticamente por el título de Campeón de la Liga BBVA MX, los 12 primeros clubes de la tabla general de clasificación al término de las 17 jornadas.

### Fase final
Previo a la ronda de cuartos de final, habrá una fase de reclasificación en la que participarán los clubes ubicados entre las posiciones 5 y 12 de la tabla general. Jugarán el 5 vs. el 12, el 6 vs. el 11, 7 vs. 10 y 8 vs 9. Las eliminatorias se jugarán a un partido, en el estadio del club mejor ubicado en la tabla general. Los 4 clubes ganadores se reubicarán en los lugares del 5 al 8, según su posición en la tabla, para jugar la etapa de cuartos de final. Los equipos ubicados entre los lugares 1 y 4 de la tabla general del torneo regular clasificarán de manera directa a la misma fase.
Los ocho clubes calificados para cuartos de final serán reubicados de acuerdo con el lugar que ocupen en la tabla general al término de la jornada 17, con el puesto del número uno al club mejor clasificado, y así hasta el número 8. Los partidos a esta fase se desarrollarán a visita, en las siguientes etapas:
Los clubes vencedores en los partidos de cuartos de final y semifinal serán aquellos que en los dos juegos anoten el mayor número de goles. De existir empate en el número de goles anotados, el club mejor posición en la tabla general de clasificación avanza al siguiente ronda, debido a que esta temporada 2021-2022 no hay gol de visitante durante liguilla para los partidos de cuartos de final y semifinales. 
Los partidos correspondientes a las fases de visita recíproca se jugarán obligatoriamente los días miércoles y sábado, y jueves y domingo eligiendo, en su caso, exclusivamente en forma descendente, los cuatro clubes mejor clasificados en la tabla general al término de la jornada 17, el día y horario de su partido como local. Los siguientes cuatro clubes podrán elegir únicamente el horario.
El club vencedor de la final y por lo tanto campeón, será aquel que en los dos partidos anote el mayor número de goles. Si al término del tiempo reglamentario el partido está empatado, se agregarán dos tiempos extras de 15 minutos cada uno. De persistir el empate en estos periodos, se procederá a lanzar tiros penales hasta que resulte un vencedor.
Los partidos de cuartos de final se jugarán de la siguiente manera:
1.º vs 8.º

2.º vs 7.º

3.º vs 6.º

4.º vs 5.º
En las semifinales participarán los cuatro clubes vencedores de cuartos de final, reubicándolos del uno al cuatro, de acuerdo a su mejor posición en la Tabla general de clasificación al término de la jornada 17 del torneo correspondiente, enfrentándose:
1.º vs 4.º

2.º vs 3.º
Disputarán el título de campeón del Torneo de Clausura 2022, los dos clubes vencedores de la fase semifinal correspondiente, reubicándolos del uno al dos, de acuerdo a su mejor posición en la tabla general de clasificación al término de la jornada 17 de cada torneo.

## Equipos participantes

### Información de los equipos participantes
| Equipo               | Entrenador             | Ciudad                           | Estadio                | Capacidad | Fundación       | Patrocinador       | Kit          |
| -------------------- | ---------------------- | -------------------------------- | ---------------------- | --------- | --------------- | ------------------ | ------------ |
| América              | Fernando Ortiz         | Ciudad de México                 | Azteca                 | 87 000    | 1916 (108 años) | AT&T               | Nike         |
| Atlas                | Diego Cocca            | Guadalajara, Jalisco             | Jalisco                | 56 713    | 1916 (108 años) |                    | Charly       |
| Atlético de San Luis | André Jardine          | San Luis Potosí, San Luis Potosí | Alfonso Lastras        | 30 000    | 2013 (12 años)  | Canel's            | Pirma        |
| Cruz Azul            | Juan Reynoso           | Ciudad de México                 | Azteca                 | 87 000    | 1927 (98 años)  | Cemento Cruz Azul  | Joma         |
| Guadalajara          | Ricardo Cadena         | Guadalajara, Jalisco             | Akron                  | 49 850    | 1906 (119 años) | Caliente           | Puma         |
| Juárez               | Ricardo Ferretti       | Ciudad Juárez, Chihuahua         | Olímpico Benito Juárez | 19 703    | 2015 (10 años)  | S-Mart             | Sporelli     |
| León                 | Christian Martínez     | León de los Aldama, Guanajuato   | León                   | 31 297    | 1943 (81 años)  | Telcel             | Charly       |
| Mazatlán             | Gabriel Caballero      | Mazatlán, Sinaloa                | Mazatlán               | 25 000    | 2020 (5 años)   | Caliente           | Pirma        |
| Monterrey            | Víctor Manuel Vucetich | Monterrey, Nuevo León            | BBVA                   | 53 500    | 1945 (80 años)  | BBVA México        | Puma         |
| Necaxa               | Jaime Lozano           | Aguascalientes, Aguascalientes   | Victoria               | 25 994    | 1923 (101 años) | Rolcar             | Pirma        |
| Pachuca              | Guillermo Almada       | Pachuca de Soto, Hidalgo         | Hidalgo                | 30 000    | 1892 (132 años) | Cementos Fortaleza | Charly       |
| Puebla               | Nicolás Larcamón       | Puebla de Zaragoza, Puebla       | Cuauhtémoc             | 51 726    | 1944 (81 años)  | Baz                | Umbro        |
| Querétaro            | Hernán Cristante       | Querétaro, Querétaro             | Corregidora            | 35 575    | 1950 (75 años)  | Pedigree           | Charly       |
| Santos               | Eduardo Fentanes       | Torreón, Coahuila                | Corona                 | 30 000    | 1983 (41 años)  | Soriana            | Charly       |
| Tigres UANL          | Miguel Herrera         | Monterrey, Nuevo León            | Universitario          | 41 615    | 1960 (65 años)  | Cemex              | Adidas       |
| Tijuana              | Sebastián Méndez       | Tijuana, Baja California         | Caliente               | 27 333    | 2007 (18 años)  | Caliente           | Charly       |
| Toluca               | Ignacio Ambriz         | Toluca, Estado de México         | Nemesio Díez           | 30 000    | 1917 (108 años) | Roshfrans          | Under Armour |
| UNAM                 | Andrés Lillini         | Ciudad de México                 | Olímpico Universitario | 72 000    | 1954 (70 años)  | DHL                | Nike         |

- Datos actualizados al 21 de abril de 2022.

### Cambios de entrenadores
| Equipo               | Entrenador (jornadas)                                                           |
| -------------------- | ------------------------------------------------------------------------------- |
| Atlético de San Luis | Marcelo Méndez (1 - 3) Rafael Fernández (4) André Jardine (5 - )                |
| Necaxa               | Pablo Guede (1 - 4) Jaime Lozano (5 - )                                         |
| Querétaro            | Leonardo Ramos (1 - 4) Hernán Cristante (5 - )                                  |
| Santos Laguna        | Pedro Caixinha (1 - 6) Eduardo Fentanes (7 - )                                  |
| Monterrey            | Javier Aguirre (1 - 7) Hugo Norberto Castillo (8) Víctor Manuel Vucetich (9 - ) |
| América              | Santiago Solari (1 - 8) Fernando Ortiz (9 - )                                   |
| Mazatlán             | Beñat San José (1 - 8) Christian Ramírez (10) Gabriel Caballero (9, 11 - )      |
| Guadalajara          | Marcelo Michel Leaño (1 - 13) Ricardo Cadena (14 - )                            |
| León                 | Ariel Holan (1 - 15) Christian Martínez (16 - )                                 |

### Equipos por Entidad Federativa
Para la temporada 2021-22, la entidad federativa de la República Mexicana con más equipos en la Primera División es la Ciudad de México con tres equipos. Catorce entidades estarán representados en el torneo.
| Entidad Federativa | N.º | Equipos                          |
| ------------------ | --- | -------------------------------- |
| Ciudad de México   | 3   | América, Cruz Azul, y Pumas UNAM |
| Jalisco            | 2   | Atlas y Guadalajara              |
| Nuevo León         | 2   | Monterrey y Tigres UANL          |
| Aguascalientes     | 1   | Necaxa                           |
| Baja California    | 1   | Tijuana                          |
| Chihuahua          | 1   | Juárez                           |
| Coahuila           | 1   | Santos                           |
| Estado de México   | 1   | Toluca                           |
| Guanajuato         | 1   | León                             |
| Hidalgo            | 1   | Pachuca                          |
| Puebla             | 1   | Puebla                           |
| Querétaro          | 1   | Querétaro                        |
| San Luis Potosí    | 1   | Atlético de San Luis             |
| Sinaloa            | 1   | Mazatlán                         |

## Torneo regular
- El Calendario completo según la página oficial.
- Los horarios son correspondientes al Tiempo del Centro de México (UTC-6 y UTC-5 en horario de verano).[28]

| Jornada 1            | Jornada 1 | Jornada 1   | Jornada 1              | Jornada 1   | Jornada 1 | Jornada 1    | Jornada 1  | Jornada 1 | Jornada 1 |
| Local                | Resultado | Visitante   | Estadio                | Fecha       | Hora      | Espectadores | Amonestado | Expulsado |           |
| -------------------- | --------- | ----------- | ---------------------- | ----------- | --------- | ------------ | ---------- | --------- | --------- |
| Atlético de San Luis | 0 - 2     | Pachuca     | Alfonso Lastras        | 6 de enero  | 21:00     | 6 841        | 6          | 0         |           |
| Juárez               | 2 - 1     | Necaxa      | Olímpico Benito Juárez | 7 de enero  | 19:00     | 7 731        | 10         | 1         |           |
| Puebla               | 1 - 1     | América     | Cuauhtémoc             | 7 de enero  | 21:00     | 35 040       | 5          | 1         |           |
| Monterrey            | 0 - 0     | Querétaro   | BBVA                   | 8 de enero  | 19:06     | 18 926       | 2          | 0         |           |
| Cruz Azul            | 2 - 0     | Tijuana     | Azteca                 | 8 de enero  | 21:00     | 16 271       | 3          | 0         |           |
| Guadalajara          | 3 - 0     | Mazatlán    | Akron                  | 9 de enero  | 18:00     | 19 565       | 3          | 0         |           |
| UNAM                 | 5 - 0     | Toluca      | Olímpico Universitario | 10 de enero | 21:00     | 8 493        | 4          | 0         |           |
| Santos               | 1 - 1     | Tigres UANL | Corona                 | 12 de enero | 20:06     | 9 377        | 6          | 0         |           |
| León                 | 1 - 1     | Atlas       | León                   | 19 de enero | 21:00     | 8 997        | 8          | 0         |           |

| Jornada 2   | Jornada 2 | Jornada 2            | Jornada 2     | Jornada 2     | Jornada 2 | Jornada 2    | Jornada 2  | Jornada 2 | Jornada 2 |
| Local       | Resultado | Visitante            | Estadio       | Fecha         | Hora      | Espectadores | Amonestado | Expulsado |           |
| ----------- | --------- | -------------------- | ------------- | ------------- | --------- | ------------ | ---------- | --------- | --------- |
| Querétaro   | 1 - 3     | UNAM                 | Corregidora   | 14 de enero   | 19:00     | 13 569       | 2          | 1         |           |
| Necaxa      | 0 - 4     | Monterrey            | Victoria      | 14 de enero   | 21:00     | 8 921        | 3          | 0         |           |
| Atlas       | 1 - 0     | Atlético de San Luis | Jalisco       | 15 de enero   | 17:00     | 13 353       | 5          | 0         |           |
| Tigres UANL | 0 - 2     | Puebla               | Universitario | 15 de enero   | 19:00     | 14 829       | 3          | 0         |           |
| Cruz Azul   | 1 - 0     | Juárez               | Azteca        | 15 de enero   | 21:00     | 13 801       | 5          | 0         |           |
| Tijuana     | 1 - 1     | León                 | Caliente      | 15 de enero   | 21:06     | 8 333        | 8          | 0         |           |
| Toluca      | 3 - 1     | Santos               | Nemesio Díez  | 16 de enero   | 12:00     | 10 023       | 5          | 0         |           |
| Pachuca     | 2 - 1     | Guadalajara          | Hidalgo       | 16 de enero   | 17:00     | 6 692        | 3          | 0         |           |
| Mazatlán    | 2 - 1     | América              | Mazatlán      | 16 de febrero | 19:00     | 13 934       | 5          | 1         |           |

| Jornada 3            | Jornada 3 | Jornada 3   | Jornada 3              | Jornada 3   | Jornada 3 | Jornada 3    | Jornada 3  | Jornada 3 | Jornada 3 |
| Local                | Resultado | Visitante   | Estadio                | Fecha       | Hora      | Espectadores | Amonestado | Expulsado |           |
| -------------------- | --------- | ----------- | ---------------------- | ----------- | --------- | ------------ | ---------- | --------- | --------- |
| Atlético de San Luis | 0 - 1     | Juárez      | Alfonso Lastras        | 20 de enero | 21:00     | 5 397        | 5          | 2         |           |
| Mazatlán             | 1 - 2     | Toluca      | Mazatlán               | 21 de enero | 21:00     | 8 517        | 4          | 1         |           |
| Guadalajara          | 1 - 1     | Querétaro   | Akron                  | 22 de enero | 17:00     | 15 193       | 11         | 0         |           |
| León                 | 2 - 1     | Pachuca     | León                   | 22 de enero | 19:00     | 9 463        | 5          | 1         |           |
| América              | 0 - 2     | Atlas       | Azteca                 | 22 de enero | 21:00     | 20 825       | 5          | 1         |           |
| Monterrey            | 2 - 2     | Cruz Azul   | BBVA                   | 22 de enero | 21:06     | 16 508       | 5          | 2         |           |
| UNAM                 | 1 - 2     | Tigres UANL | Olímpico Universitario | 23 de enero | 12:00     | 18 805       | 3          | 0         |           |
| Santos               | 1 - 4     | Necaxa      | Corona                 | 23 de enero | 19:00     | 9 630        | 2          | 1         |           |
| Puebla               | 3 - 1     | Tijuana     | Cuauhtémoc             | 28 de enero | 21:00     | 11 180       | 3          | 0         |           |

| Jornada 4   | Jornada 4 | Jornada 4            | Jornada 4              | Jornada 4    | Jornada 4 | Jornada 4    | Jornada 4  | Jornada 4 | Jornada 4 |
| Local       | Resultado | Visitante            | Estadio                | Fecha        | Hora      | Espectadores | Amonestado | Expulsado |           |
| ----------- | --------- | -------------------- | ---------------------- | ------------ | --------- | ------------ | ---------- | --------- | --------- |
| Necaxa      | 1 - 3     | Pachuca              | Victoria               | 5 de febrero | 17:00     | 9 238        | 7          | 1         |           |
| América     | 2 - 3     | Atlético de San Luis | Azteca                 | 5 de febrero | 19:00     | 16 968       | 8          | 1         |           |
| Tijuana     | 1 - 0     | UNAM                 | Caliente               | 5 de febrero | 21:06     | 11 633       | 3          | 0         |           |
| Querétaro   | 0 - 2     | Puebla               | Corregidora            | 6 de febrero | 16:00     | 13 622       | 7          | 0         |           |
| Atlas       | 2 - 1     | Santos               | Jalisco                | 6 de febrero | 18:00     | 17 346       | 3          | 0         |           |
| Tigres UANL | 4 - 3     | Mazatlán             | Universitario          | 6 de febrero | 20:00     | 10 497       | 7          | 0         |           |
| León        | 0 - 1     | Cruz Azul            | León                   | 7 de febrero | 21:05     | 14 097       | 6          | 0         |           |
| Juárez      | 1 - 3     | Guadalajara          | Olímpico Benito Juárez | 9 de febrero | 19:00     | 7 801        | 2          | 1         |           |
| Toluca      | 2 - 2     | Monterrey            | Nemesio Díez           | 6 de abril   | 19:00     | 10 150       | 6          | 0         |           |

| Jornada 5            | Jornada 5 | Jornada 5   | Jornada 5              | Jornada 5     | Jornada 5 | Jornada 5    | Jornada 5  | Jornada 5 | Jornada 5 |
| Local                | Resultado | Visitante   | Estadio                | Fecha         | Hora      | Espectadores | Amonestado | Expulsado |           |
| -------------------- | --------- | ----------- | ---------------------- | ------------- | --------- | ------------ | ---------- | --------- | --------- |
| Mazatlán             | 2 - 0     | Tijuana     | Mazatlán               | 11 de febrero | 19:00     | 8 221        | 5          | 0         |           |
| Puebla               | 1 - 1     | Atlas       | Cuauhtémoc             | 11 de febrero | 21:00     | 23 170       | 4          | 0         |           |
| Atlético de San Luis | 0 - 1     | Toluca      | Alfonso Lastras        | 12 de febrero | 17:00     | 5 574        | 3          | 1         |           |
| Guadalajara          | 1 - 3     | Tigres UANL | Akron                  | 12 de febrero | 17:00     | 22 564       | 4          | 0         |           |
| Cruz Azul            | 1 - 2     | Necaxa      | Azteca                 | 12 de febrero | 19:00     | 26 967       | 3          | 0         |           |
| Santos               | 2 - 3     | América     | Corona                 | 12 de febrero | 21:00     | 18 774       | 4          | 0         |           |
| UNAM                 | 2 - 1     | León        | Olímpico Universitario | 13 de febrero | 12:00     | 15 079       | 2          | 2         |           |
| Pachuca              | 2 - 2     | Querétaro   | Hidalgo                | 14 de febrero | 21:00     | 5 584        | 2          | 0         |           |
| Monterrey            | 3 - 0     | Juárez      | BBVA                   | 15 de marzo   | 21:06     | 29 052       | 4          | 1         |           |

| Jornada 6   | Jornada 6 | Jornada 6            | Jornada 6              | Jornada 6     | Jornada 6 | Jornada 6    | Jornada 6  | Jornada 6 | Jornada 6 |
| Local       | Resultado | Visitante            | Estadio                | Fecha         | Hora      | Espectadores | Amonestado | Expulsado |           |
| ----------- | --------- | -------------------- | ---------------------- | ------------- | --------- | ------------ | ---------- | --------- | --------- |
| Puebla      | 1 - 0     | Monterrey            | Cuauhtémoc             | 18 de febrero | 19:00     | 25 934       | 8          | 1         |           |
| Juárez      | 0 - 0     | Santos               | Olímpico Benito Juárez | 18 de febrero | 21:00     | 7 355        | 5          | 0         |           |
| Tijuana     | 1 - 1     | Necaxa               | Caliente               | 18 de febrero | 21:06     | 10 333       | 3          | 0         |           |
| Querétaro   | 2 - 0     | Mazatlán             | Corregidora            | 19 de febrero | 17:00     | 7 458        | 4          | 0         |           |
| Tigres UANL | 2 - 1     | Atlético de San Luis | Universitario          | 19 de febrero | 19:00     | 20 850       | 9          | 1         |           |
| León        | 2 - 1     | Guadalajara          | León                   | 19 de febrero | 21:00     | 16 204       | 2          | 0         |           |
| América     | 1 - 3     | Pachuca              | Azteca                 | 20 de febrero | 16:00     | 27 858       | 3          | 0         |           |
| Toluca      | 1 - 4     | Cruz Azul            | Nemesio Díez           | 20 de febrero | 18:05     | 22 438       | 7          | 0         |           |
| Atlas       | 0 - 0     | UNAM                 | Jalisco                | 20 de febrero | 20:05     | 20 436       | 3          | 0         |           |

| Jornada 7   | Jornada 7 | Jornada 7            | Jornada 7              | Jornada 7     | Jornada 7 | Jornada 7    | Jornada 7  | Jornada 7 | Jornada 7 |
| Local       | Resultado | Visitante            | Estadio                | Fecha         | Hora      | Espectadores | Amonestado | Expulsado |           |
| ----------- | --------- | -------------------- | ---------------------- | ------------- | --------- | ------------ | ---------- | --------- | --------- |
| Pachuca     | 3 - 1     | Mazatlán             | Hidalgo                | 24 de febrero | 19:00     | 6 875        | 6          | 0         |           |
| Querétaro   | 1 - 1     | Toluca               | Corregidora            | 24 de febrero | 21:05     | 11 524       | 5          | 1         |           |
| Necaxa      | 0 - 1     | León                 | Victoria               | 25 de febrero | 19:00     | 12 781       | 8          | 0         |           |
| Juárez      | 2 - 3     | Tigres UANL          | Olímpico Benito Juárez | 25 de febrero | 21:00     | 10 113       | 5          | 0         |           |
| Tijuana     | 2 - 0     | Atlas                | Caliente               | 25 de febrero | 21:06     | 14 333       | 1          | 1         |           |
| Monterrey   | 0 - 2     | Atlético de San Luis | BBVA                   | 26 de febrero | 17:06     | 24 507       | 4          | 0         |           |
| Guadalajara | 2 - 3     | Puebla               | Akron                  | 26 de febrero | 19:00     | 19 747       | 5          | 1         |           |
| UNAM        | 0 - 0     | América              | Olímpico Universitario | 26 de febrero | 21:00     | 42 650       | 1          | 1         |           |
| Cruz Azul   | 1 - 2     | Santos               | Azteca                 | 27 de febrero | 19:00     | 33 924       | 5          | 0         |           |

| Jornada 8            | Jornada 8 | Jornada 8   | Jornada 8       | Jornada 8  | Jornada 8 | Jornada 8    | Jornada 8  | Jornada 8 | Jornada 8 |
| Local                | Resultado | Visitante   | Estadio         | Fecha      | Hora      | Espectadores | Amonestado | Expulsado |           |
| -------------------- | --------- | ----------- | --------------- | ---------- | --------- | ------------ | ---------- | --------- | --------- |
| Toluca               | 1 - 2     | Tijuana     | Nemesio Díez    | 1 de marzo | 19:00     | 12 523       | 7          | 0         |           |
| Puebla               | 1 - 1     | Juárez      | Cuauhtémoc      | 1 de marzo | 19:00     | 26 100       | 5          | 0         |           |
| León                 | 0 - 0     | Monterrey   | León            | 1 de marzo | 21:00     | 10 581       | 5          | 0         |           |
| América              | 1 - 1     | Querétaro   | Azteca          | 1 de marzo | 21:00     | 17 414       | 5          | 2         |           |
| Mazatlán             | 0 - 0     | Necaxa      | Mazatlán        | 1 de marzo | 21:00     | 9 414        | 7          | 0         |           |
| Atlas                | 0 - 1     | Pachuca     | Jalisco         | 2 de marzo | 19:00     | 14 421       | 4          | 1         |           |
| Tigres UANL          | 2 - 2     | Cruz Azul   | Universitario   | 2 de marzo | 19:00     | 36 978       | 6          | 0         |           |
| Atlético de San Luis | 2 - 2     | Guadalajara | Alfonso Lastras | 2 de marzo | 21:00     | 14 630       | 6          | 0         |           |
| Santos               | 3 - 2     | UNAM        | Corona          | 2 de marzo | 21:00     | 12 238       | 4          | 0         |           |

| Jornada 9   | Jornada 9 | Jornada 9            | Jornada 9              | Jornada 9   | Jornada 9 | Jornada 9    | Jornada 9  | Jornada 9 | Jornada 9 |
| Local       | Resultado | Visitante            | Estadio                | Fecha       | Hora      | Espectadores | Amonestado | Expulsado |           |
| ----------- | --------- | -------------------- | ---------------------- | ----------- | --------- | ------------ | ---------- | --------- | --------- |
| Necaxa      | 0 - 1     | Toluca               | Victoria               | 4 de marzo  | 19:00     | 11 783       | 4          | 0         |           |
| Juárez      | 0 - 1     | León                 | Olímpico Benito Juárez | 4 de marzo  | 21:00     | 9 307        | 1          | 0         |           |
| Querétaro   | 0 - 3     | Atlas                | Corregidora            | 5 de marzo  | 17:00     | 14 463       | 3          | 0         |           |
| Monterrey   | 2 - 1     | América              | BBVA                   | 5 de marzo  | 19:06     | 40 327       | 5          | 0         |           |
| Cruz Azul   | 1 - 3     | Puebla               | Azteca                 | 5 de marzo  | 21:00     | 29 336       | 2          | 0         |           |
| Guadalajara | 1 - 0     | Santos               | Akron                  | 5 de marzo  | 21:00     | 18 522       | 3          | 0         |           |
| UNAM        | 1 - 1     | Mazatlán             | Olímpico Universitario | 26 de marzo | 17:00     | 9 289        | 2          | 0         |           |
| Tijuana     | 1 - 1     | Atlético de San Luis | Caliente               | 6 de abril  | 21:06     | 13 533       | 5          | 0         |           |
| Pachuca     | 2 - 1     | Tigres UANL          | Hidalgo                | 7 de abril  | 19:00     | 10 664       | 3          | 0         |           |

| Jornada 10           | Jornada 10 | Jornada 10  | Jornada 10             | Jornada 10  | Jornada 10 | Jornada 10   | Jornada 10 | Jornada 10 | Jornada 10 |
| Local                | Resultado  | Visitante   | Estadio                | Fecha       | Hora       | Espectadores | Amonestado | Expulsado  |            |
| -------------------- | ---------- | ----------- | ---------------------- | ----------- | ---------- | ------------ | ---------- | ---------- | ---------- |
| Necaxa               | 1 - 0      | Querétaro   | Victoria               | 11 de marzo | 19:00      | 0            | 1          | 0          |            |
| Juárez               | 1 - 2      | Atlas       | Olímpico Benito Juárez | 11 de marzo | 21:00      | 9 002        | 5          | 0          |            |
| Monterrey            | 2 - 1      | Mazatlán    | BBVA                   | 11 de marzo | 21:06      | 27 012       | 6          | 1          |            |
| León                 | 0 - 3      | Tigres UANL | León                   | 12 de marzo | 17:00      | 16 242       | 0          | 0          |            |
| Cruz Azul            | 2 - 1      | UNAM        | Azteca                 | 12 de marzo | 19:00      | 12 686       | 5          | 0          |            |
| Guadalajara          | 0 - 0      | América     | Akron                  | 12 de marzo | 21:00      | 33 047       | 3          | 1          |            |
| Toluca               | 0 - 3      | Pachuca     | Nemesio Díez           | 13 de marzo | 12:00      | 10 044       | 1          | 0          |            |
| Atlético de San Luis | 2 - 1      | Puebla      | Alfonso Lastras        | 13 de marzo | 17:00      | 5 904        | 3          | 0          |            |
| Santos               | 4 - 0      | Tijuana     | Corona                 | 13 de marzo | 19:00      | 9 895        | 5          | 0          |            |

| Jornada 11  | Jornada 11 | Jornada 11           | Jornada 11             | Jornada 11  | Jornada 11 | Jornada 11   | Jornada 11 | Jornada 11 | Jornada 11 |
| Local       | Resultado  | Visitante            | Estadio                | Fecha       | Hora       | Espectadores | Amonestado | Expulsado  |            |
| ----------- | ---------- | -------------------- | ---------------------- | ----------- | ---------- | ------------ | ---------- | ---------- | ---------- |
| Querétaro   | 2 - 1      | Atlético de San Luis | Morelos                | 17 de marzo | 21:05      | 0            | 3          | 1          |            |
| Puebla      | 2 - 2      | Santos               | Cuauhtémoc             | 18 de marzo | 21:00      | 19 713       | 4          | 0          |            |
| UNAM        | 1 - 3      | Necaxa               | Olímpico Universitario | 19 de marzo | 17:00      | 10 380       | 5          | 0          |            |
| Tigres UANL | 2 - 0      | Monterrey            | Universitario          | 19 de marzo | 19:00      | 41 473       | 1          | 0          |            |
| Pachuca     | 1 - 0      | Cruz Azul            | Hidalgo                | 19 de marzo | 21:00      | 11 367       | 4          | 1          |            |
| América     | 3 - 0      | Toluca               | Azteca                 | 20 de marzo | 17:00      | 34 571       | 3          | 0          |            |
| Atlas       | 1 - 1      | Guadalajara          | Jalisco                | 20 de marzo | 19:00      | 19 017       | 7          | 3          |            |
| Mazatlán    | 1 - 2      | León                 | Mazatlán               | 20 de marzo | 21:00      | 9 566        | 8          | 0          |            |
| Tijuana     | 1 - 0      | Juárez               | Caliente               | 20 de marzo | 21:06      | 17 333       | 5          | 1          |            |

| Jornada 12           | Jornada 12 | Jornada 12 | Jornada 12             | Jornada 12  | Jornada 12 | Jornada 12   | Jornada 12 | Jornada 12 | Jornada 12 |
| Local                | Resultado  | Visitante  | Estadio                | Fecha       | Hora       | Espectadores | Amonestado | Expulsado  |            |
| -------------------- | ---------- | ---------- | ---------------------- | ----------- | ---------- | ------------ | ---------- | ---------- | ---------- |
| Atlético de San Luis | 1 - 0      | Mazatlán   | Alfonso Lastras        | 1 de abril  | 20:00      | 5 803        | 2          | 0          |            |
| Cruz Azul            | 1 - 0      | Atlas      | Azteca                 | 2 de abril  | 17:00      | 21 644       | 3          | 0          |            |
| Necaxa               | 0 - 1      | América    | Victoria               | 2 de abril  | 19:00      | 19 485       | 6          | 0          |            |
| Juárez               | 0 - 1      | UNAM       | Olímpico Benito Juárez | 2 de abril  | 21:00      | 11 748       | 3          | 0          |            |
| Toluca               | 2 - 1      | Puebla     | Nemesio Díez           | 3 de abril  | 12:00      | 9 215        | 9          | 0          |            |
| León                 | 1 - 1      | Querétaro  | León                   | 3 de abril  | 17:00      | 10 271       | 2          | 1          |            |
| Tigres UANL          | 2 - 0      | Tijuana    | Universitario          | 3 de abril  | 19:00      | 37 691       | 2          | 0          |            |
| Santos               | 3 - 1      | Pachuca    | Corona                 | 3 de abril  | 19:00      | 12 908       | 5          | 0          |            |
| Guadalajara          | 1 - 3      | Monterrey  | Akron                  | 13 de abril | 20:05      | 24 247       | 2          | 0          |            |

| Jornada 13           | Jornada 13 | Jornada 13  | Jornada 13      | Jornada 13  | Jornada 13 | Jornada 13   | Jornada 13 | Jornada 13 | Jornada 13 |
| Local                | Resultado  | Visitante   | Estadio         | Fecha       | Hora       | Espectadores | Amonestado | Expulsado  |            |
| -------------------- | ---------- | ----------- | --------------- | ----------- | ---------- | ------------ | ---------- | ---------- | ---------- |
| Atlas                | 2 - 1      | Necaxa      | Jalisco         | 7 de abril  | 21:00      | 12 588       | 2          | 0          |            |
| Puebla               | 2 - 2      | UNAM        | Cuauhtémoc      | 8 de abril  | 19:00      | 28 115       | 5          | 0          |            |
| Mazatlán             | 1 - 1      | Cruz Azul   | Mazatlán        | 8 de abril  | 21:00      | 15 206       | 8          | 0          |            |
| Atlético de San Luis | 2 - 0      | León        | Alfonso Lastras | 9 de abril  | 17:00      | 6 102        | 6          | 0          |            |
| Toluca               | 1 - 1      | Guadalajara | Nemesio Díez    | 9 de abril  | 19:00      | 20 166       | 6          | 1          |            |
| Monterrey            | 1 - 0      | Santos      | BBVA            | 9 de abril  | 19:06      | 29 769       | 3          | 1          |            |
| América              | 3 - 0      | Juárez      | Azteca          | 9 de abril  | 21:00      | 19 757       | 4          | 0          |            |
| Querétaro            | 0 - 1      | Tigres UANL | Corregidora     | 10 de abril | 19:00      | 0            | 2          | 2          |            |
| Pachuca              | 0 - 0      | Tijuana     | Hidalgo         | 11 de abril | 21:00      | 9 191        | 7          | 0          |            |

| Jornada 14  | Jornada 14 | Jornada 14           | Jornada 14             | Jornada 14  | Jornada 14 | Jornada 14   | Jornada 14 | Jornada 14 | Jornada 14 |
| Local       | Resultado  | Visitante            | Estadio                | Fecha       | Hora       | Espectadores | Amonestado | Expulsado  |            |
| ----------- | ---------- | -------------------- | ---------------------- | ----------- | ---------- | ------------ | ---------- | ---------- | ---------- |
| Atlas       | 1 - 2      | Mazatlán             | Jalisco                | 14 de abril | 21:00      | 18 316       | 7          | 1          |            |
| Necaxa      | 4 - 2      | Atlético de San Luis | Victoria               | 15 de abril | 19:00      | 12 804       | 3          | 1          |            |
| Juárez      | 1 - 2      | Pachuca              | Olímpico Benito Juárez | 15 de abril | 21:00      | 8 568        | 4          | 0          |            |
| Tijuana     | 1 - 3      | América              | Caliente               | 15 de abril | 21:06      | 26 158       | 5          | 0          |            |
| León        | 0 - 1      | Puebla               | León                   | 16 de abril | 17:00      | 12 859       | 9          | 4          |            |
| Santos      | 1 - 1      | Querétaro            | Corona                 | 16 de abril | 19:00      | 12 193       | 6          | 0          |            |
| Tigres UANL | 3 - 0      | Toluca               | Universitario          | 16 de abril | 19:00      | 36 658       | 2          | 0          |            |
| Cruz Azul   | 0 - 1      | Guadalajara          | Azteca                 | 16 de abril | 21:00      | 21 280       | 4          | 1          |            |
| UNAM        | 2 - 0      | Monterrey            | Olímpico Universitario | 17 de abril | 12:00      | 17 167       | 3          | 1          |            |

| Jornada 15           | Jornada 15 | Jornada 15  | Jornada 15      | Jornada 15  | Jornada 15 | Jornada 15     | Jornada 15 | Jornada 15 | Jornada 15 |
| Local                | Resultado  | Visitante   | Estadio         | Fecha       | Hora       | Espectadores   | Amonestado | Expulsado  |            |
| -------------------- | ---------- | ----------- | --------------- | ----------- | ---------- | -------------- | ---------- | ---------- | ---------- |
| Pachuca              | 1 - 0      | Puebla      | Hidalgo         | 19 de abril | 19:00      | 10 427         | 3          | 1          |            |
| Necaxa               | 2 - 0      | Tigres UANL | Victoria        | 19 de abril | 19:00      | 14 000 (Aprox) | 5          | 0          |            |
| Toluca               | 0 - 1      | Juárez      | Nemesio Díez    | 19 de abril | 21:00      | 9 211          | 4          | 0          |            |
| Guadalajara          | 2 - 1      | Tijuana     | Akron           | 19 de abril | 21:00      | 20 945         | 7          | 0          |            |
| Mazatlán             | 1 - 0      | Santos      | Mazatlán        | 19 de abril | 21:00      | 10 960         | 6          | 1          |            |
| Atlético de San Luis | 2 - 0      | UNAM        | Alfonso Lastras | 20 de abril | 19:00      | 14 998         | 3          | 0          |            |
| América              | 2 - 0      | León        | Azteca          | 20 de abril | 21:00      | 36 210         | 4          | 3          |            |
| Monterrey            | 0 - 0      | Atlas       | BBVA            | 20 de abril | 21:06      | 31 426         | 2          | 1          |            |
| Querétaro            | 0 - 1      | Cruz Azul   | Corregidora     | 21 de abril | 21:00      | 0              | 0          | 0          |            |

| Jornada 16  | Jornada 16 | Jornada 16           | Jornada 16             | Jornada 16  | Jornada 16 | Jornada 16   | Jornada 16 | Jornada 16 | Jornada 16 |
| Local       | Resultado  | Visitante            | Estadio                | Fecha       | Hora       | Espectadores | Amonestado | Expulsado  |            |
| ----------- | ---------- | -------------------- | ---------------------- | ----------- | ---------- | ------------ | ---------- | ---------- | ---------- |
| Puebla      | 0 - 1      | Necaxa               | Cuauhtémoc             | 22 de abril | 19:00      | 16 320       | 8          | 0          |            |
| Juárez      | 0 - 2      | Mazatlán             | Olímpico Benito Juárez | 22 de abril | 21:00      | 7 688        | 4          | 0          |            |
| Pachuca     | 3 - 0      | Monterrey            | Hidalgo                | 23 de abril | 17:00      | 8 041        | 4          | 0          |            |
| Tigres UANL | 0 - 2      | América              | Universitario          | 23 de abril | 19:00      | 38 810       | 4          | 1          |            |
| Guadalajara | 3 - 1      | UNAM                 | Akron                  | 23 de abril | 21:00      | 31 767       | 2          | 0          |            |
| Toluca      | 2 - 4      | Atlas                | Nemesio Díez           | 24 de abril | 12:00      | 10 766       | 6          | 1          |            |
| Cruz Azul   | 0 - 1      | Atlético de San Luis | Azteca                 | 24 de abril | 17:00      | 17 222       | 7          | 0          |            |
| Santos      | 1 - 1      | León                 | Corona                 | 24 de abril | 19:00      | 11 345       | 3          | 0          |            |
| Tijuana     | 2 - 2      | Querétaro            | Caliente               | 24 de abril | 21:06      | 17 333       | 8          | 0          |            |

| Jornada 17           | Jornada 17 | Jornada 17  | Jornada 17             | Jornada 17  | Jornada 17 | Jornada 17   | Jornada 17 | Jornada 17 | Jornada 17 |
| Local                | Resultado  | Visitante   | Estadio                | Fecha       | Hora       | Espectadores | Amonestado | Expulsado  |            |
| -------------------- | ---------- | ----------- | ---------------------- | ----------- | ---------- | ------------ | ---------- | ---------- | ---------- |
| Necaxa               | 0 - 1      | Guadalajara | Victoria               | 29 de abril | 19:00      | 20 537       | 4          | 0          |            |
| Mazatlán             | 2 - 1      | Puebla      | Mazatlán               | 29 de abril | 21:05      | 15 729       | 7          | 0          |            |
| Querétaro            | 4 - 0      | Juárez      | Corregidora            | 30 de abril | 17:00      | 0            | 3          | 2          |            |
| Atlas                | 1 - 1      | Tigres UANL | Jalisco                | 30 de abril | 19:00      | 21 968       | 5          | 0          |            |
| Monterrey            | 2 - 0      | Tijuana     | BBVA                   | 30 de abril | 19:06      | 28 642       | 2          | 0          |            |
| América              | 0 - 0      | Cruz Azul   | Azteca                 | 30 de abril | 21:00      | 52 630       | 6          | 0          |            |
| UNAM                 | 2 - 0      | Pachuca     | Olímpico Universitario | 1 de mayo   | 12:00      | 14 286       | 5          | 0          |            |
| Atlético de San Luis | 1 - 3      | Santos      | Alfonso Lastras        | 1 de mayo   | 16:00      | 10 364       | 2          | 0          |            |
| León                 | 4 - 4      | Toluca      | León                   | 1 de mayo   | 20:06      | 18 732       | 2          | 0          |            |

## Tabla general
| Pos. | Equipo               | Pts. | PJ | G  | E | P  | GF | GC | Dif. | Clasificación                          |
| ---- | -------------------- | ---- | -- | -- | - | -- | -- | -- | ---- | -------------------------------------- |
| 1    | Pachuca              | 38   | 17 | 12 | 2 | 3  | 30 | 15 | +15  | Cuartos de final                       |
| 2    | Tigres               | 33   | 17 | 10 | 3 | 4  | 30 | 20 | +10  | Cuartos de final                       |
| 3    | Atlas (C)            | 27   | 17 | 7  | 6 | 4  | 21 | 15 | +6   | Cuartos de final                       |
| 4    | América              | 26   | 17 | 7  | 5 | 5  | 24 | 17 | +7   | Cuartos de final                       |
| 5    | Puebla               | 26   | 17 | 7  | 5 | 5  | 25 | 19 | +6   | Reclasificación                        |
| 6    | Guadalajara          | 26   | 17 | 7  | 5 | 5  | 25 | 21 | +4   | Reclasificación                        |
| 7    | Monterrey            | 26   | 17 | 7  | 5 | 5  | 21 | 17 | +4   | Reclasificación                        |
| 8    | Cruz Azul            | 25   | 17 | 7  | 4 | 6  | 20 | 17 | +3   | Reclasificación                        |
| 9    | Necaxa               | 23   | 17 | 7  | 2 | 8  | 21 | 21 | 0    | Reclasificación                        |
| 10   | Atlético de San Luis | 23   | 17 | 7  | 2 | 8  | 21 | 22 | −1   | Reclasificación                        |
| 11   | UNAM                 | 22   | 17 | 6  | 4 | 7  | 24 | 21 | +3   | Reclasificación                        |
| 12   | Mazatlán             | 21   | 17 | 6  | 3 | 8  | 20 | 24 | −4   | Reclasificación                        |
| 13   | León                 | 21   | 17 | 5  | 6 | 6  | 17 | 22 | −5   |                                        |
| 14   | Santos Laguna        | 20   | 17 | 5  | 5 | 7  | 25 | 25 | 0    |                                        |
| 15   | Toluca               | 19   | 17 | 5  | 4 | 8  | 21 | 36 | −15  |                                        |
| 16   | Querétaro            | 17   | 17 | 3  | 8 | 6  | 18 | 21 | −3   |                                        |
| 17   | Tijuana              | 17   | 17 | 4  | 5 | 8  | 14 | 26 | −12  |                                        |
| 18   | Juárez               | 11   | 17 | 3  | 2 | 12 | 10 | 28 | −18  | Último lugar en la tabla de cocientes. |

Actualizado a los partidos jugados el 1 de mayo de 2022.
 Fuente: Página oficial
Criterios de clasificación: Puntos · Diferencia de goles · Goles a favor · Play-off

### Evolución de la Clasificación
Fecha de actualización: 1 de mayo de 2022
| Equipo               | 1   | 2   | 3   | 4   | 5    | 6    | 7    | 8    | 9    | 10  | 11  | 12  | 13  | 14 | 15 | 16 | 17 |
| Equipo               |     |     |     |     |      |      |      |      |      |     |     |     |     |    |    |    |    |
| -------------------- | --- | --- | --- | --- | ---- | ---- | ---- | ---- | ---- | --- | --- | --- | --- | -- | -- | -- | -- |
| Pachuca              | 4   | 2   | 5   | 4   | 3    | 2    | 2    | 1    | 2*   | 1*  | 1*  | 2*  | 1   | 2  | 1  | 1  | 1  |
| Tigres               | 9   | 14  | 11  | 6   | 5    | 4    | 3    | 3    | 3*   | 3*  | 2*  | 1*  | 2   | 1  | 2  | 2  | 2  |
| Atlas                | 12* | 7*  | 2   | 2   | 2    | 5    | 5    | 6    | 4    | 4   | 4   | 5   | 4   | 5  | 6  | 4  | 3  |
| América              | 6   | 10* | 14* | 16* | 13*  | 16   | 17   | 18   | 18   | 17  | 15  | 14  | 11  | 8  | 7  | 5  | 4  |
| Puebla               | 7   | 5   | 1   | 1   | 1    | 1    | 1    | 2    | 1    | 2   | 3   | 3   | 3   | 3  | 3  | 3  | 5  |
| Guadalajara          | 2   | 6   | 10  | 5   | 8    | 9    | 10   | 10   | 9    | 9   | 10  | 13* | 14* | 11 | 8  | 7  | 6  |
| Monterrey            | 10  | 4   | 8   | 10* | 11** | 14** | 16** | 17** | 11** | 8** | 7*  | 8** | 6*  | 4  | 5  | 8  | 7  |
| Cruz Azul            | 3   | 3   | 3   | 3   | 4    | 3    | 4    | 4    | 6    | 5   | 6   | 4   | 5   | 6  | 4  | 6  | 8  |
| Necaxa               | 14  | 18  | 12  | 14  | 10   | 11   | 13   | 13   | 13   | 12  | 8   | 11  | 15  | 12 | 9  | 9  | 9  |
| Atlético de San Luis | 15  | 16  | 18  | 13  | 17   | 17   | 14   | 15   | 16*  | 14* | 16* | 15* | 9   | 13 | 10 | 10 | 10 |
| UNAM                 | 1   | 1   | 4   | 7   | 6    | 6    | 6    | 7    | 8*   | 10* | 13* | 9   | 10  | 7  | 11 | 12 | 11 |
| Mazatlán             | 17  | 17* | 17* | 18* | 15*  | 13   | 15   | 16   | 17*  | 18* | 18* | 17  | 17  | 17 | 16 | 13 | 12 |
| León                 | 13* | 11* | 9   | 11  | 12   | 8    | 7    | 5    | 5    | 6   | 5   | 6   | 7   | 9  | 12 | 11 | 13 |
| Santos Laguna        | 8   | 12  | 16  | 17  | 18   | 18   | 18   | 14   | 15   | 11  | 12  | 10  | 13  | 14 | 14 | 15 | 14 |
| Toluca               | 18  | 9   | 7   | 9*  | 7*   | 7*   | 8*   | 9*   | 7*   | 7*  | 11* | 7*  | 8   | 10 | 13 | 14 | 15 |
| Querétaro            | 11  | 13  | 13  | 15  | 16   | 12   | 11   | 11   | 14   | 16  | 14  | 16  | 16  | 16 | 17 | 17 | 16 |
| Tijuana              | 16  | 15  | 15  | 12  | 14   | 15   | 9    | 8    | 10*  | 13* | 9*  | 12* | 12  | 15 | 15 | 16 | 17 |
| Juárez               | 5   | 8   | 6   | 8   | 9*   | 10*  | 12*  | 12*  | 12*  | 15* | 17  | 18  | 18  | 18 | 18 | 18 | 18 |

(*) El equipo tuvo un partido pendiente en esa jornada

## Tabla de cocientes
A partir de la temporada 2020-21 se suspendió el ascenso y descenso entre la Liga MX y la Liga de Expansión MX, sin embargo, la tabla de cocientes es utilizada para establecer los pagos de las multas que serán destinadas para el desarrollo de los clubes del circuito de plata. De acuerdo con el artículo 24 del reglamento de competencia se repartirá el pago de $MXN 160 millones entre los tres últimos posicionados en la tabla de cocientes de la siguiente manera: 80 millones el último lugar; 47 millones el penúltimo; y 33 millones serán pagados por el antepenúltimo equipo de la tabla. El equipo que finalice en el último lugar de la tabla iniciará la siguiente temporada con un cociente de cero.
 Fecha de actualización: 1 de mayo de 2022
| Pos. | Equipo               | A19 | C20 | G20 | GC21 | A21 | C22 | Puntos | A19J | C20J | G20J | GC21J | A21J | C22J | Juegos | DG  | Cociente |
| ---- | -------------------- | --- | --- | --- | ---- | --- | --- | ------ | ---- | ---- | ---- | ----- | ---- | ---- | ------ | --- | -------- |
| 1    | América              | 31  | 34  | 32  | 38   | 35  | 26  | 196    | 18   | 17   | 17   | 17    | 17   | 17   | 103    | 49  | 1.9029   |
| 2    | León                 | 33  | 29  | 40  | 26   | 29  | 21  | 178    | 18   | 17   | 17   | 17    | 17   | 17   | 103    | 40  | 1.7282   |
| 3    | Cruz Azul            | 23  | 35  | 29  | 41   | 23  | 25  | 176    | 18   | 17   | 17   | 17    | 17   | 17   | 103    | 40  | 1.7087   |
| 4    | Tigres               | 32  | 28  | 28  | 23   | 28  | 33  | 172    | 18   | 17   | 17   | 17    | 17   | 17   | 103    | 47  | 1.6699   |
| 5    | Santos               | 37  | 29  | 25  | 26   | 24  | 20  | 161    | 18   | 17   | 17   | 17    | 17   | 17   | 103    | 31  | 1.5631   |
| 6    | Pachuca              | 25  | 22  | 25  | 23   | 18  | 38  | 151    | 18   | 17   | 17   | 17    | 17   | 17   | 103    | 23  | 1.4660   |
| 7    | UNAM                 | 23  | 34  | 32  | 18   | 21  | 22  | 150    | 18   | 17   | 17   | 17    | 17   | 17   | 103    | 9   | 1.4563   |
| 8    | Guadalajara          | 25  | 25  | 26  | 23   | 22  | 26  | 147    | 18   | 17   | 17   | 17    | 17   | 17   | 103    | 9   | 1.4272   |
| 9    | Monterrey            | 27  | 14  | 29  | 28   | 22  | 26  | 146    | 18   | 17   | 17   | 17    | 17   | 17   | 103    | 18  | 1.4175   |
| 10   | Puebla               | 17  | 25  | 20  | 28   | 24  | 26  | 140    | 18   | 17   | 17   | 17    | 17   | 17   | 103    | 4   | 1.3592   |
| 11   | Atlas                | 21  | 16  | 14  | 25   | 29  | 27  | 132    | 18   | 17   | 17   | 17    | 17   | 17   | 103    | 1   | 1.2816   |
| 12   | Atlético de San Luis |     |     |     |      | 20  | 23  | 43     |      |      |      |       | 17   | 17   | 34     | -5  | 1.2647   |
| 13   | Necaxa               | 31  | 14  | 24  | 11   | 20  | 23  | 123    | 18   | 17   | 17   | 17    | 17   | 17   | 103    | -14 | 1.1942   |
| 14   | Mazatlán             | 27  | 18  | 16  | 21   | 20  | 21  | 123    | 18   | 17   | 17   | 17    | 17   | 17   | 103    | -18 | 1.1942   |
| 15   | Querétaro            | 31  | 24  | 13  | 21   | 15  | 17  | 121    | 18   | 17   | 17   | 17    | 17   | 17   | 103    | -12 | 1.1748   |
| 16   | Toluca               | 17  | 17  | 21  | 22   | 24  | 19  | 120    | 18   | 17   | 17   | 17    | 17   | 17   | 103    | -30 | 1.1650   |
| 17   | Tijuana              | 24  | 16  | 15  | 20   | 15  | 17  | 107    | 18   | 17   | 17   | 17    | 17   | 17   | 103    | -56 | 1.0388   |
| 18   | Juárez               | 18  | 21  | 19  | 15   | 16  | 11  | 100    | 18   | 17   | 17   | 17    | 17   | 17   | 103    | -56 | 0.9709   |

     Pago de multa $MXN33 millones.
     Pago de multa $MXN47 millones.
     Pago de multa $MXN80 millones.

## Liguilla
|  | Reclasificación       | Reclasificación        | Reclasificación       |                   |   | Cuartos de final                                               | Cuartos de final                                               | Cuartos de final                                               | Cuartos de final                                               | Cuartos de final                                               |  |   | Semifinales                                                    | Semifinales                                                    | Semifinales                                                    | Semifinales                                                    | Semifinales                                                    |  |   | Final                                                | Final                                                | Final                                                | Final                                                | Final                                                |  |
|  | 7 y 8 de mayo de 2022 | 7 y 8 de mayo de 2022  | 7 y 8 de mayo de 2022 |                   |   | 11 y 12 de mayo de 2022 (ida) 15 y 16 de mayo de 2022 (vuelta) | 11 y 12 de mayo de 2022 (ida) 15 y 16 de mayo de 2022 (vuelta) | 11 y 12 de mayo de 2022 (ida) 15 y 16 de mayo de 2022 (vuelta) | 11 y 12 de mayo de 2022 (ida) 15 y 16 de mayo de 2022 (vuelta) | 11 y 12 de mayo de 2022 (ida) 15 y 16 de mayo de 2022 (vuelta) |  |   | 18 y 19 de mayo de 2022 (ida) 21 y 22 de mayo de 2022 (vuelta) | 18 y 19 de mayo de 2022 (ida) 21 y 22 de mayo de 2022 (vuelta) | 18 y 19 de mayo de 2022 (ida) 21 y 22 de mayo de 2022 (vuelta) | 18 y 19 de mayo de 2022 (ida) 21 y 22 de mayo de 2022 (vuelta) | 18 y 19 de mayo de 2022 (ida) 21 y 22 de mayo de 2022 (vuelta) |  |   | 26 de mayo de 2022 (ida) 29 de mayo de 2022 (vuelta) | 26 de mayo de 2022 (ida) 29 de mayo de 2022 (vuelta) | 26 de mayo de 2022 (ida) 29 de mayo de 2022 (vuelta) | 26 de mayo de 2022 (ida) 29 de mayo de 2022 (vuelta) | 26 de mayo de 2022 (ida) 29 de mayo de 2022 (vuelta) |  |
|  |                       |                        |                       |                   |   |                                                                |                                                                |                                                                |                                                                |                                                                |  |   |                                                                |                                                                |                                                                |                                                                |                                                                |  |   |                                                      |                                                      |                                                      |                                                      |                                                      |  |
|  |                       |                        |                       |                   |   |                                                                |                                                                |                                                                |                                                                |                                                                |  |   |                                                                |                                                                |                                                                |                                                                |                                                                |  |   |                                                      |                                                      |                                                      |                                                      |                                                      |  |
|  |                       |                        |                       |                   |   |                                                                |                                                                |                                                                |                                                                |                                                                |  |   |                                                                |                                                                |                                                                |                                                                |                                                                |  |   |                                                      |                                                      |                                                      |                                                      |                                                      |  |
|  |                       |                        |                       |                   |   |                                                                |                                                                |                                                                |                                                                |                                                                |  |   |                                                                |                                                                |                                                                |                                                                |                                                                |  |   |                                                      |                                                      |                                                      |                                                      |                                                      |  |
|  |                       |                        |                       |                   |   |                                                                |                                                                |                                                                |                                                                |                                                                |  |   |                                                                |                                                                |                                                                |                                                                |                                                                |  |   |                                                      |                                                      |                                                      |                                                      |                                                      |  |
|  |                       | 1                      | Pachuca               | 2                 | 3 | 5                                                              |                                                                |                                                                |                                                                |                                                                |  |   |                                                                |                                                                |                                                                |                                                                |                                                                |  |   |                                                      |                                                      |                                                      |                                                      |                                                      |  |
|  |                       |                        |                       | 2                 | 3 | 5                                                              |                                                                |                                                                |                                                                |                                                                |  |   |                                                                |                                                                |                                                                |                                                                |                                                                |  |   |                                                      |                                                      |                                                      |                                                      |                                                      |  |
|  |                       |                        | 10                    | Atlético San Luis | 2 | 2                                                              | 4                                                              |                                                                |                                                                |                                                                |  |   |                                                                |                                                                |                                                                |                                                                |                                                                |  |   |                                                      |                                                      |                                                      |                                                      |                                                      |  |
|  | 7                     | Monterrey              | 10                    | Atlético San Luis | 2 | 2                                                              | 4                                                              | 2 (1)                                                          |                                                                |                                                                |  |   |                                                                |                                                                |                                                                |                                                                |                                                                |  |   |                                                      |                                                      |                                                      |                                                      |                                                      |  |
|  | 7                     | Monterrey              |                       |                   |   |                                                                |                                                                |                                                                |                                                                |                                                                |  |   |                                                                |                                                                |                                                                |                                                                |                                                                |  |   |                                                      |                                                      |                                                      |                                                      |                                                      |  |
|  | 10                    | Atlético San Luis (p.) | 2 (3)                 |                   |   |                                                                |                                                                |                                                                |                                                                |                                                                |  |   |                                                                |                                                                |                                                                |                                                                |                                                                |  |   |                                                      |                                                      |                                                      |                                                      |                                                      |  |
|  | 10                    | Atlético San Luis (p.) | 2 (3)                 |                   |   |                                                                |                                                                |                                                                |                                                                |                                                                |  | 1 | Pachuca                                                        | 1                                                              | 3                                                              | 4                                                              |                                                                |  |   |                                                      |                                                      |                                                      |                                                      |                                                      |  |
|  |                       |                        |                       |                   |   |                                                                |                                                                |                                                                |                                                                |                                                                |  | 1 | Pachuca                                                        | 1                                                              | 3                                                              | 4                                                              |                                                                |  |   |                                                      |                                                      |                                                      |                                                      |                                                      |  |
|  |                       |                        | 4                     | América           | 1 | 0                                                              | 1                                                              |                                                                |                                                                |                                                                |  |   |                                                                |                                                                |                                                                |                                                                |                                                                |  |   |                                                      |                                                      |                                                      |                                                      |                                                      |  |
|  |                       |                        | 4                     | América           | 1 | 0                                                              | 1                                                              |                                                                |                                                                |                                                                |  |   |                                                                |                                                                |                                                                |                                                                |                                                                |  |   |                                                      |                                                      |                                                      |                                                      |                                                      |  |
|  |                       |                        |                       |                   |   |                                                                |                                                                |                                                                |                                                                |                                                                |  |   |                                                                |                                                                |                                                                |                                                                |                                                                |  |   |                                                      |                                                      |                                                      |                                                      |                                                      |  |
|  |                       |                        |                       |                   |   |                                                                |                                                                |                                                                |                                                                |                                                                |  |   |                                                                |                                                                |                                                                |                                                                |                                                                |  |   |                                                      |                                                      |                                                      |                                                      |                                                      |  |
|  |                       | 4                      | América               | 1                 | 3 | 4                                                              |                                                                |                                                                |                                                                |                                                                |  |   |                                                                |                                                                |                                                                |                                                                |                                                                |  |   |                                                      |                                                      |                                                      |                                                      |                                                      |  |
|  |                       |                        |                       | 1                 | 3 | 4                                                              |                                                                |                                                                |                                                                |                                                                |  |   |                                                                |                                                                |                                                                |                                                                |                                                                |  |   |                                                      |                                                      |                                                      |                                                      |                                                      |  |
|  |                       |                        | 5                     | Puebla            | 1 | 2                                                              | 3                                                              |                                                                |                                                                |                                                                |  |   |                                                                |                                                                |                                                                |                                                                |                                                                |  |   |                                                      |                                                      |                                                      |                                                      |                                                      |  |
|  | 5                     | Puebla (p.)            | 5                     | Puebla            | 1 | 2                                                              | 3                                                              | 2 (3)                                                          |                                                                |                                                                |  |   |                                                                |                                                                |                                                                |                                                                |                                                                |  |   |                                                      |                                                      |                                                      |                                                      |                                                      |  |
|  | 5                     | Puebla (p.)            |                       |                   |   |                                                                |                                                                |                                                                |                                                                |                                                                |  |   |                                                                |                                                                |                                                                |                                                                |                                                                |  |   |                                                      |                                                      |                                                      |                                                      |                                                      |  |
|  | 12                    | Mazatlán               | 2 (1)                 |                   |   |                                                                |                                                                |                                                                |                                                                |                                                                |  |   |                                                                |                                                                |                                                                |                                                                |                                                                |  |   |                                                      |                                                      |                                                      |                                                      |                                                      |  |
|  | 12                    | Mazatlán               | 2 (1)                 |                   |   |                                                                |                                                                |                                                                |                                                                |                                                                |  |   |                                                                |                                                                |                                                                |                                                                |                                                                |  | 1 | Pachuca                                              | 0                                                    | 2                                                    | 2                                                    |                                                      |  |
|  |                       |                        |                       |                   |   |                                                                |                                                                |                                                                |                                                                |                                                                |  |   |                                                                |                                                                |                                                                |                                                                |                                                                |  | 1 | Pachuca                                              | 0                                                    | 2                                                    | 2                                                    |                                                      |  |
|  |                       |                        | 3                     | Atlas             | 2 | 1                                                              | 3                                                              |                                                                |                                                                |                                                                |  |   |                                                                |                                                                |                                                                |                                                                |                                                                |  |   |                                                      |                                                      |                                                      |                                                      |                                                      |  |
|  |                       |                        | 3                     | Atlas             | 2 | 1                                                              | 3                                                              |                                                                |                                                                |                                                                |  |   |                                                                |                                                                |                                                                |                                                                |                                                                |  |   |                                                      |                                                      |                                                      |                                                      |                                                      |  |
|  |                       |                        |                       |                   |   |                                                                |                                                                |                                                                |                                                                |                                                                |  |   |                                                                |                                                                |                                                                |                                                                |                                                                |  |   |                                                      |                                                      |                                                      |                                                      |                                                      |  |
|  |                       |                        |                       |                   |   |                                                                |                                                                |                                                                |                                                                |                                                                |  |   |                                                                |                                                                |                                                                |                                                                |                                                                |  |   |                                                      |                                                      |                                                      |                                                      |                                                      |  |
|  |                       | 2                      | Tigres UANL (*)       | 1                 | 0 | 1                                                              |                                                                |                                                                |                                                                |                                                                |  |   |                                                                |                                                                |                                                                |                                                                |                                                                |  |   |                                                      |                                                      |                                                      |                                                      |                                                      |  |
|  |                       |                        |                       | 1                 | 0 | 1                                                              |                                                                |                                                                |                                                                |                                                                |  |   |                                                                |                                                                |                                                                |                                                                |                                                                |  |   |                                                      |                                                      |                                                      |                                                      |                                                      |  |
|  |                       |                        | 8                     | Cruz Azul         | 0 | 1                                                              | 1                                                              |                                                                |                                                                |                                                                |  |   |                                                                |                                                                |                                                                |                                                                |                                                                |  |   |                                                      |                                                      |                                                      |                                                      |                                                      |  |
|  | 8                     | Cruz Azul (p.)         | 8                     | Cruz Azul         | 0 | 1                                                              | 1                                                              | 1 (3)                                                          |                                                                |                                                                |  |   |                                                                |                                                                |                                                                |                                                                |                                                                |  |   |                                                      |                                                      |                                                      |                                                      |                                                      |  |
|  | 8                     | Cruz Azul (p.)         |                       |                   |   |                                                                |                                                                |                                                                |                                                                |                                                                |  |   |                                                                |                                                                |                                                                |                                                                |                                                                |  |   |                                                      |                                                      |                                                      |                                                      |                                                      |  |
|  | 9                     | Necaxa                 | 1 (1)                 |                   |   |                                                                |                                                                |                                                                |                                                                |                                                                |  |   |                                                                |                                                                |                                                                |                                                                |                                                                |  |   |                                                      |                                                      |                                                      |                                                      |                                                      |  |
|  | 9                     | Necaxa                 | 1 (1)                 |                   |   |                                                                |                                                                |                                                                |                                                                |                                                                |  | 2 | Tigres UANL                                                    | 0                                                              | 0                                                              | 0                                                              |                                                                |  |   |                                                      |                                                      |                                                      |                                                      |                                                      |  |
|  |                       |                        |                       |                   |   |                                                                |                                                                |                                                                |                                                                |                                                                |  | 2 | Tigres UANL                                                    | 0                                                              | 0                                                              | 0                                                              |                                                                |  |   |                                                      |                                                      |                                                      |                                                      |                                                      |  |
|  |                       |                        | 3                     | Atlas             | 3 | 2                                                              | 5                                                              |                                                                |                                                                |                                                                |  |   |                                                                |                                                                |                                                                |                                                                |                                                                |  |   |                                                      |                                                      |                                                      |                                                      |                                                      |  |
|  |                       |                        | 3                     | Atlas             | 3 | 2                                                              | 5                                                              |                                                                |                                                                |                                                                |  |   |                                                                |                                                                |                                                                |                                                                |                                                                |  |   |                                                      |                                                      |                                                      |                                                      |                                                      |  |
|  |                       |                        |                       |                   |   |                                                                |                                                                |                                                                |                                                                |                                                                |  |   |                                                                |                                                                |                                                                |                                                                |                                                                |  |   |                                                      |                                                      |                                                      |                                                      |                                                      |  |
|  |                       |                        |                       |                   |   |                                                                |                                                                |                                                                |                                                                |                                                                |  |   |                                                                |                                                                |                                                                |                                                                |                                                                |  |   |                                                      |                                                      |                                                      |                                                      |                                                      |  |
|  |                       | 3                      | Atlas                 | 2                 | 1 | 3                                                              |                                                                |                                                                |                                                                |                                                                |  |   |                                                                |                                                                |                                                                |                                                                |                                                                |  |   |                                                      |                                                      |                                                      |                                                      |                                                      |  |
|  |                       |                        |                       | 2                 | 1 | 3                                                              |                                                                |                                                                |                                                                |                                                                |  |   |                                                                |                                                                |                                                                |                                                                |                                                                |  |   |                                                      |                                                      |                                                      |                                                      |                                                      |  |
|  |                       |                        | 6                     | Guadalajara       | 1 | 1                                                              | 2                                                              |                                                                |                                                                |                                                                |  |   |                                                                |                                                                |                                                                |                                                                |                                                                |  |   |                                                      |                                                      |                                                      |                                                      |                                                      |  |
|  | 6                     | Guadalajara            | 6                     | Guadalajara       | 1 | 1                                                              | 2                                                              | 4                                                              |                                                                |                                                                |  |   |                                                                |                                                                |                                                                |                                                                |                                                                |  |   |                                                      |                                                      |                                                      |                                                      |                                                      |  |
|  | 6                     | Guadalajara            |                       |                   |   |                                                                |                                                                |                                                                |                                                                |                                                                |  |   |                                                                |                                                                |                                                                |                                                                |                                                                |  |   |                                                      |                                                      |                                                      |                                                      |                                                      |  |
|  | 11                    | UNAM                   | 1                     |                   |   |                                                                |                                                                |                                                                |                                                                |                                                                |  |   |                                                                |                                                                |                                                                |                                                                |                                                                |  |   |                                                      |                                                      |                                                      |                                                      |                                                      |  |
|  | 11                    | UNAM                   | 1                     |                   |   |                                                                |                                                                |                                                                |                                                                |                                                                |  |   |                                                                |                                                                |                                                                |                                                                |                                                                |  |   |                                                      |                                                      |                                                      |                                                      |                                                      |  |
|  |                       |                        |                       |                   |   |                                                                |                                                                |                                                                |                                                                |                                                                |  |   |                                                                |                                                                |                                                                |                                                                |                                                                |  |   |                                                      |                                                      |                                                      |                                                      |                                                      |  |

- Campeón y subcampeón clasifican a la Liga de Campeones de la Concacaf 2023.

(*) Avanza por su posición de la tabla

### Repechaje
| 8 de mayo de 2022                 | Puebla                                           | 2:2 (2:1) (3:1 p.)         | Mazatlán                                       | Estadio Cuauhtémoc, Puebla                              |                                                         |
| 17:00 (UTC-5)                     | D. de Buen 4' · J. P. Segovia 14'                | Reporte                    | B. Rubio 37' · N. Vidrio 90+1'                 | Asistencia: 29 105 espectadores Árbitro(s): César Ramos | Asistencia: 29 105 espectadores Árbitro(s): César Ramos |
|                                   |                                                  | Tiros desde el punto penal |                                                |                                                         |                                                         |
|                                   | F. Mancuello · D. de Buen · G. Corral · I. Reyes |                            | J. Padilla · M. Sansores · N. Díaz · M. Fabián |                                                         |                                                         |
| Puebla avanzó a Cuartos de final. |                                                  |                            |                                                |                                                         |                                                         |

| 8 de mayo de 2022                      | Guadalajara                                                       | 4:1 (1:1) | UNAM            | Estadio Akron, Zapopan                                  |                                                         |
| 19:15 (UTC-5)                          | C. Calderón 12' · F. Beltrán 51' · J. J. Macías 87' · A. Vega 89' | Reporte   | D. Oliveira 20' | Asistencia: 37 508 espectadores Árbitro(s): Marco Ortiz | Asistencia: 37 508 espectadores Árbitro(s): Marco Ortiz |
| Guadalajara avanzó a Cuartos de final. |                                                                   |           |                 |                                                         |                                                         |

| 7 de mayo de 2022                            | Monterrey                                    | 2:2 (1:0) (1:3 p.)         | Atlético San Luis                                | Estadio BBVA, Guadalupe                                 |                                                         |
| 20:00 (UTC-5)                                | V. Janssen 18' · M. Rodríguez 90+5'          | Reporte                    | F. Waller 47' · J. Murillo 52'                   | Asistencia: 38 614 espectadores Árbitro(s): Jorge Pérez | Asistencia: 38 614 espectadores Árbitro(s): Jorge Pérez |
|                                              |                                              | Tiros desde el punto penal |                                                  |                                                         |                                                         |
|                                              | V. Janssen · M. Meza · C. Ortiz · R. Pizarro |                            | G. Berterame · R. Chávez · J. Güémez · F. Waller |                                                         |                                                         |
| Atlético San Luis avanzó a Cuartos de final. |                                              |                            |                                                  |                                                         |                                                         |

| 7 de mayo de 2022                    | Cruz Azul                         | 1:1 (0:0) (3:1 p.)         | Necaxa                                            | Estadio Azteca, Ciudad de México                              |                                                               |
| 17:45 (UTC-5)                        | J. Escobar 55'                    | Reporte                    | R. Aguirre 89'                                    | Asistencia: 29 073 espectadores Árbitro(s): Fernando Guerrero | Asistencia: 29 073 espectadores Árbitro(s): Fernando Guerrero |
|                                      |                                   | Tiros desde el punto penal |                                                   |                                                               |                                                               |
|                                      | Á. Romero · A. Aldrete · L. Abram |                            | F. Formiliano · Á. Araos · A. Oliveros · A. Palma |                                                               |                                                               |
| Cruz Azul avanzó a Cuartos de final. |                                   |                            |                                                   |                                                               |                                                               |

### Cuartos de final
| 11 de mayo de 2022 | Atlético San Luis                              | 2:2 (1:1) | Pachuca           | Estadio Alfonso Lastras, San Luis Potosí                |                                                         |
| 19:00 (UTC-5)      | G. Berterame 25' (pen.) · J. M. Sanabria 90+4' | Reporte   | N. Ibáñez 5', 77' | Asistencia: 16 605 espectadores Árbitro(s): Oscar Mejía | Asistencia: 16 605 espectadores Árbitro(s): Oscar Mejía |

| 14 de mayo de 2022            | Pachuca                              | 3:2 (0:0) (Global 5:4) | Atlético San Luis                  | Estadio Hidalgo, Pachuca                                      |                                                               |
| 20:05 (UTC-5)                 | N. Ibáñez 47', 90+5' · G. Cabral 69' | Reporte                | R. Chávez 51' · A. Hernández 90+3' | Asistencia: 9585 espectadores Árbitro(s): Marco Antonio Ortiz | Asistencia: 9585 espectadores Árbitro(s): Marco Antonio Ortiz |
| Pachuca avanzó a Semifinales. |                                      |                        |                                    |                                                               |                                                               |

| 12 de mayo de 2022 | Cruz Azul | 0:1 (0:1) | Tigres UANL   | Estadio Azteca, Ciudad de México                               |                                                                |
| 19:00 (UTC-5)      |           | Reporte   | J. Dueñas 44' | Asistencia: 28 974 espectadores Árbitro(s): Fernando Hernández | Asistencia: 28 974 espectadores Árbitro(s): Fernando Hernández |

| 15 de mayo de 2022                                                                                             | Tigres UANL | 0:1 (0:1) (Global 1:1) | Cruz Azul   | Estadio Universitario, San Nicolás de los Garza         |                                                         |
| 20:05 (UTC-5)                                                                                                  |             | Reporte                | C. Tabó 19' | Asistencia: 40 161 espectadores Árbitro(s): César Ramos | Asistencia: 40 161 espectadores Árbitro(s): César Ramos |
| Tigres avanzó a Semifinales por mejor posición en la Tabla regular tras empatar en el marcador global por 1-1. |             |                        |             |                                                         |                                                         |

| 12 de mayo de 2022 | Guadalajara     | 1:2 (0:2) | Atlas               | Estadio Akron, Zapopan                                          |                                                                 |
| 21:05 (UTC-5)      | C. Calderón 54' | Reporte   | J. Márquez 28', 44' | Asistencia: 34 780 espectadores Árbitro(s): Jorge Antonio Pérez | Asistencia: 34 780 espectadores Árbitro(s): Jorge Antonio Pérez |

| 15 de mayo de 2022          | Atlas          | 1:1 (1:0) (Global 3:2) | Guadalajara      | Estadio Jalisco, Guadalajara                                   |                                                                |
| 18:00 (UTC-5)               | A. Chalá 45+5' | Reporte                | J. J. Macías 89' | Asistencia: 32 746 espectadores Árbitro(s): Fernando Hernández | Asistencia: 32 746 espectadores Árbitro(s): Fernando Hernández |
| Atlas avanzó a Semifinales. |                |                        |                  |                                                                |                                                                |

| 11 de mayo de 2022 | Puebla              | 1:1 (0:0) | América        | Estadio Cuauhtémoc, Puebla                                         |                                                                    |
| 21:05 (UTC-5)      | F. Aristeguieta 55' | Reporte   | S. Cáceres 80' | Asistencia: 43 921 espectadores Árbitro(s): Luis Enrique Santander | Asistencia: 43 921 espectadores Árbitro(s): Luis Enrique Santander |

| 14 de mayo de 2022            | América                                                | 3:2 (1:1) (Global 4:3) | Puebla                                        | Estadio Azteca, Ciudad de México                              |                                                               |
| 18:00 (UTC-5)                 | H. Martín 42' · D. Valdés 58' (pen.) · A. Zendejas 73' | Reporte                | I. Reyes 45+2' · F. Aristeguieta 90+7' (pen.) | Asistencia: 51 186 espectadores Árbitro(s): Fernando Guerrero | Asistencia: 51 186 espectadores Árbitro(s): Fernando Guerrero |
| América avanzó a Semifinales. |                                                        |                        |                                               |                                                               |                                                               |

### Semifinales
| 19 de mayo de 2022 | América       | 1:1 (0:0) | Pachuca              | Estadio Azteca, Ciudad de México                              |                                                               |
| 20:00 (UTC-5)      | D. Valdés 54' | Reporte   | N. Ibáñez 82' (pen.) | Asistencia: 62 633 espectadores Árbitro(s): Jorge Pérez Durán | Asistencia: 62 633 espectadores Árbitro(s): Jorge Pérez Durán |

| 22 de mayo de 2022         | Pachuca                              | 3:0 (2:0) (Global 4:1) | América | Estadio Hidalgo, Pachuca                                       |                                                                |
| 20:06 (UTC-5)              | Ro. Ibarra 13', 66' · É. Sánchez 44' | Reporte                |         | Asistencia: 19 310 espectadores Árbitro(s): Fernando Hernández | Asistencia: 19 310 espectadores Árbitro(s): Fernando Hernández |
| Pachuca avanzó a la final. |                                      |                        |         |                                                                |                                                                |

| 18 de mayo de 2022 | Atlas                                                | 3:0 (1:0) | Tigres UANL | Estadio Jalisco, Guadalajara                                    |                                                                 |
| 21:00 (UTC-5)      | J. Furch 40' (pen.) · L. Reyes 60' · J. Quiñones 90' | Reporte   |             | Asistencia: 20 684 espectadores Árbitro(s): Marco Antonio Ortiz | Asistencia: 20 684 espectadores Árbitro(s): Marco Antonio Ortiz |

| 21 de mayo de 2022 | Tigres UANL | 0:2 (0:1) (Global 0:5) | Atlas                                    | Estadio Universitario, San Nicolás de los Garza         |                                                         |
| 20:00 (UTC-5) |             | Reporte                | J. Quiñones 45' · A. Rocha 90+10' (pen.) | Asistencia: 41 635 espectadores Árbitro(s): César Ramos | Asistencia: 41 635 espectadores Árbitro(s): César Ramos |
| Atlas avanzó a la final. El partido originalmente había terminado 4:2 a favor Tigres (clasificando Atlas de todas formas por marcador global), sin embargo, al tener 9 extranjeros en cancha (el reglamento solo permite tener máximo 8), la Liga decidió anular los goles de Tigres y dejar el global 5:0. |             |                        |                                          |                                                         |                                                         |

### Final
| 26 de mayo de 2022 | Atlas                            | 2:0 (1:0) | Pachuca | Estadio Jalisco, Guadalajara                                    |                                                                 |
| 21:03 (UTC-5)      | L. Reyes 25' · J. Quiñones 90+3' | Reporte   |         | Asistencia: 37 841 espectadores Árbitro(s): Marco Antonio Ortiz | Asistencia: 37 841 espectadores Árbitro(s): Marco Antonio Ortiz |

| 29 de mayo de 2022                      | Pachuca                        | 2:1 (2:1) (Global 2:3) | Atlas               | Estadio Hidalgo, Pachuca                                       |                                                                |
| 20:10 (UTC-5)                           | R. Ibarra 7' · N. Ibáñez 45+9' | Reporte                | J. Furch 44' (pen.) | Asistencia: 22 038 espectadores Árbitro(s): Fernando Hernández | Asistencia: 22 038 espectadores Árbitro(s): Fernando Hernández |
| Atlas campeón del Torneo Clausura 2022. |                                |                        |                     |                                                                |                                                                |

#### Final - Ida
| 12    | POR   | Camilo Vargas       |     |
| 4     | DEF   | Javier Abella       |     |
| 5     | DEF   | Anderson Santamaría | 74' |
| 2     | DEF   | Hugo Nervo          |     |
| 29    | DEF   | Emanuel Aguilera    | 68' |
| 21    | DEF   | Aníbal Chalá        |     |
| 26    | MED   | Aldo Rocha          |     |
| 14    | MED   | Luis Reyes          |     |
| 6     | MED   | Edgar Zaldívar      |     |
| 33    | DEL   | Julián Quiñones     |     |
| 9     | DEL   | Julio Furch         | 79' |
| D. T. | D. T. | Diego Cocca         |     |

| 5     | POR   | Oscar Ustari     |     |
| 3     | DEF   | Kevin Álvarez    |     |
| 22    | DEF   | Gustavo Cabral   |     |
| 4     | DEF   | Miguel Tapias    |     |
| 195   | DEF   | Daniel Aceves    |     |
| 24    | MED   | Luis Chávez      |     |
| 28    | MED   | Érick Sánchez    |     |
| 6     | MED   | Víctor Guzmán    | 88' |
| 11    | DEL   | Avilés Hurtado   | 78' |
| 30    | DEL   | Romario Ibarra   | 45' |
| 7     | DEL   | Nicolás Ibáñez   |     |
| D. T. | D. T. | Guillermo Almada |     |

| 15 | Defensa        | Diego Barbosa  | 68' |
| 13 | Defensa        | Gaddi Aguirre  | 74' |
| 18 | Centrocampista | Jeremy Márquez | 79' |

| 19  | Defensa   | Fernando Navarro   | 45' |
| 9   | Delantero | Roberto de la Rosa | 78' |
| 190 | Delantero | Jesús Hernández    | 88' |

| 25' · 90+3' | Luis Reyes Julián Quiñones | 1:0 2:0 |

| 57' · 69' · 75' | Aníbal Chalá Aldo Rocha Julio Furch |

| 69' · 90' | Gustavo Cabral Érick Sánchez |

| 90' | Darwin Quintana (Aux.) |

| Principal  | Marco Antonio Ortiz Nava       |
| Asistentes | Miguel Ángel Hernández Paredes |
|            | Enedina Caudillo Gómez         |
| Cuarto     | Luis Enrique Santander Aguirre |

|                    |     |     |
| Tiros              | 13  | 18  |
| Tiros a puerta     | 4   | 5   |
| Faltas             | 15  | 10  |
| Saques de esquina  | 4   | 7   |
| Penaltis           | 0   | 0   |
| Fueras de juego    | 2   | 0   |
| Posesión del balón | 40% | 60% |

| Alineación inicial |

| 12    | POR   | Camilo Vargas       |     |
| 4     | DEF   | Javier Abella       |     |
| 5     | DEF   | Anderson Santamaría | 74' |
| 2     | DEF   | Hugo Nervo          |     |
| 29    | DEF   | Emanuel Aguilera    | 68' |
| 21    | DEF   | Aníbal Chalá        |     |
| 26    | MED   | Aldo Rocha          |     |
| 14    | MED   | Luis Reyes          |     |
| 6     | MED   | Edgar Zaldívar      |     |
| 33    | DEL   | Julián Quiñones     |     |
| 9     | DEL   | Julio Furch         | 79' |
| D. T. | D. T. | Diego Cocca         |     |

| 5     | POR   | Oscar Ustari     |     |
| 3     | DEF   | Kevin Álvarez    |     |
| 22    | DEF   | Gustavo Cabral   |     |
| 4     | DEF   | Miguel Tapias    |     |
| 195   | DEF   | Daniel Aceves    |     |
| 24    | MED   | Luis Chávez      |     |
| 28    | MED   | Érick Sánchez    |     |
| 6     | MED   | Víctor Guzmán    | 88' |
| 11    | DEL   | Avilés Hurtado   | 78' |
| 30    | DEL   | Romario Ibarra   | 45' |
| 7     | DEL   | Nicolás Ibáñez   |     |
| D. T. | D. T. | Guillermo Almada |     |

| 15 | Defensa        | Diego Barbosa  | 68' |
| 13 | Defensa        | Gaddi Aguirre  | 74' |
| 18 | Centrocampista | Jeremy Márquez | 79' |

| 19  | Defensa   | Fernando Navarro   | 45' |
| 9   | Delantero | Roberto de la Rosa | 78' |
| 190 | Delantero | Jesús Hernández    | 88' |

| 25' · 90+3' | Luis Reyes Julián Quiñones | 1:0 2:0 |

| 57' · 69' · 75' | Aníbal Chalá Aldo Rocha Julio Furch |

| 69' · 90' | Gustavo Cabral Érick Sánchez |

| 90' | Darwin Quintana (Aux.) |

| Principal  | Marco Antonio Ortiz Nava       |
| Asistentes | Miguel Ángel Hernández Paredes |
|            | Enedina Caudillo Gómez         |
| Cuarto     | Luis Enrique Santander Aguirre |

|                    |     |     |
| Tiros              | 13  | 18  |
| Tiros a puerta     | 4   | 5   |
| Faltas             | 15  | 10  |
| Saques de esquina  | 4   | 7   |
| Penaltis           | 0   | 0   |
| Fueras de juego    | 2   | 0   |
| Posesión del balón | 40% | 60% |

| Alineación inicial |

| 12    | POR   | Camilo Vargas       |     |
| 4     | DEF   | Javier Abella       |     |
| 5     | DEF   | Anderson Santamaría | 74' |
| 2     | DEF   | Hugo Nervo          |     |
| 29    | DEF   | Emanuel Aguilera    | 68' |
| 21    | DEF   | Aníbal Chalá        |     |
| 26    | MED   | Aldo Rocha          |     |
| 14    | MED   | Luis Reyes          |     |
| 6     | MED   | Edgar Zaldívar      |     |
| 33    | DEL   | Julián Quiñones     |     |
| 9     | DEL   | Julio Furch         | 79' |
| D. T. | D. T. | Diego Cocca         |     |

| 5     | POR   | Oscar Ustari     |     |
| 3     | DEF   | Kevin Álvarez    |     |
| 22    | DEF   | Gustavo Cabral   |     |
| 4     | DEF   | Miguel Tapias    |     |
| 195   | DEF   | Daniel Aceves    |     |
| 24    | MED   | Luis Chávez      |     |
| 28    | MED   | Érick Sánchez    |     |
| 6     | MED   | Víctor Guzmán    | 88' |
| 11    | DEL   | Avilés Hurtado   | 78' |
| 30    | DEL   | Romario Ibarra   | 45' |
| 7     | DEL   | Nicolás Ibáñez   |     |
| D. T. | D. T. | Guillermo Almada |     |

| 15 | Defensa        | Diego Barbosa  | 68' |
| 13 | Defensa        | Gaddi Aguirre  | 74' |
| 18 | Centrocampista | Jeremy Márquez | 79' |

| 19  | Defensa   | Fernando Navarro   | 45' |
| 9   | Delantero | Roberto de la Rosa | 78' |
| 190 | Delantero | Jesús Hernández    | 88' |

| 25' · 90+3' | Luis Reyes Julián Quiñones | 1:0 2:0 |

| 57' · 69' · 75' | Aníbal Chalá Aldo Rocha Julio Furch |

| 69' · 90' | Gustavo Cabral Érick Sánchez |

| 90' | Darwin Quintana (Aux.) |

| Principal  | Marco Antonio Ortiz Nava       |
| Asistentes | Miguel Ángel Hernández Paredes |
|            | Enedina Caudillo Gómez         |
| Cuarto     | Luis Enrique Santander Aguirre |

|                    |     |     |
| Tiros              | 13  | 18  |
| Tiros a puerta     | 4   | 5   |
| Faltas             | 15  | 10  |
| Saques de esquina  | 4   | 7   |
| Penaltis           | 0   | 0   |
| Fueras de juego    | 2   | 0   |
| Posesión del balón | 40% | 60% |

| Alineación inicial |

| 12    | POR   | Camilo Vargas       |     |
| 4     | DEF   | Javier Abella       |     |
| 5     | DEF   | Anderson Santamaría | 74' |
| 2     | DEF   | Hugo Nervo          |     |
| 29    | DEF   | Emanuel Aguilera    | 68' |
| 21    | DEF   | Aníbal Chalá        |     |
| 26    | MED   | Aldo Rocha          |     |
| 14    | MED   | Luis Reyes          |     |
| 6     | MED   | Edgar Zaldívar      |     |
| 33    | DEL   | Julián Quiñones     |     |
| 9     | DEL   | Julio Furch         | 79' |
| D. T. | D. T. | Diego Cocca         |     |

| 5     | POR   | Oscar Ustari     |     |
| 3     | DEF   | Kevin Álvarez    |     |
| 22    | DEF   | Gustavo Cabral   |     |
| 4     | DEF   | Miguel Tapias    |     |
| 195   | DEF   | Daniel Aceves    |     |
| 24    | MED   | Luis Chávez      |     |
| 28    | MED   | Érick Sánchez    |     |
| 6     | MED   | Víctor Guzmán    | 88' |
| 11    | DEL   | Avilés Hurtado   | 78' |
| 30    | DEL   | Romario Ibarra   | 45' |
| 7     | DEL   | Nicolás Ibáñez   |     |
| D. T. | D. T. | Guillermo Almada |     |

| 15 | Defensa        | Diego Barbosa  | 68' |
| 13 | Defensa        | Gaddi Aguirre  | 74' |
| 18 | Centrocampista | Jeremy Márquez | 79' |

| 19  | Defensa   | Fernando Navarro   | 45' |
| 9   | Delantero | Roberto de la Rosa | 78' |
| 190 | Delantero | Jesús Hernández    | 88' |

| 25' · 90+3' | Luis Reyes Julián Quiñones | 1:0 2:0 |

| 57' · 69' · 75' | Aníbal Chalá Aldo Rocha Julio Furch |

| 69' · 90' | Gustavo Cabral Érick Sánchez |

| 90' | Darwin Quintana (Aux.) |

| Principal  | Marco Antonio Ortiz Nava       |
| Asistentes | Miguel Ángel Hernández Paredes |
|            | Enedina Caudillo Gómez         |
| Cuarto     | Luis Enrique Santander Aguirre |

|                    |     |     |
| Tiros              | 13  | 18  |
| Tiros a puerta     | 4   | 5   |
| Faltas             | 15  | 10  |
| Saques de esquina  | 4   | 7   |
| Penaltis           | 0   | 0   |
| Fueras de juego    | 2   | 0   |
| Posesión del balón | 40% | 60% |

| Alineación inicial |

#### Final - Vuelta
| 5     | POR   | Oscar Ustari     |     |
| 3     | DEF   | Kevin Álvarez    |     |
| 22    | DEF   | Gustavo Cabral   |     |
| 23    | DEF   | Óscar Murillo    |     |
| 195   | DEF   | Daniel Aceves    | 58' |
| 6     | MED   | Víctor Guzmán    |     |
| 24    | MED   | Luis Chávez      |     |
| 30    | MED   | Romario Ibarra   | 77' |
| 7     | DEL   | Nicolás Ibáñez   |     |
| 11    | DEL   | Avilés Hurtado   | 58' |
| 28    | DEL   | Érick Sánchez    | 84' |
| D. T. | D. T. | Guillermo Almada |     |

| 12    | POR   | Camilo Vargas       |     |
| 2     | DEF   | Martín Nervo        |     |
| 4     | DEF   | José Abella         |     |
| 5     | DEF   | Anderson Santamaría | 45' |
| 21    | DEF   | Aníbal Chalá        |     |
| 29    | DEF   | Emanuel Aguilera    |     |
| 14    | MED   | Luis Reyes          |     |
| 6     | MED   | Edgar Zaldivar      |     |
| 26    | MED   | Aldo Rocha          |     |
| 9     | DEL   | Julio Furch         | 84' |
| 33    | DEL   | Julián Quiñones     |     |
| D. T. | D. T. | Diego Cocca         |     |

| 35  | Centrocampista | Bryan González     | 58' |
| 19  | Defensa        | Fernando Navarro   | 58' |
| 9   | Delantero      | Roberto de la Rosa | 77' |
| 190 | Delantero      | Jesús Hernández    | 84' |

| 15 | Defensa | Diego Barbosa | 45' |
| 13 | Defensa | Gaddi Aguirre | 84' |

| 7' · 45+9' | Romario Ibarra Nicolás Ibáñez | 1:0 2:1 |

| 44' | Julio Furch | 1:1 |

| 36' · 57' · 90+1' · 90+6' | Daniel Aceves Kevin Álvarez Óscar Murillo Luis Chávez |

| 39' · 45' · 45+7' | Aldo Rocha Luis Reyes Camilo Vargas |

| 82' | Aníbal Chalá |

| Principal  | Fernando Hernández Gómez        |
| Asistentes | José Ibrahim Martínez Chavarría |
|            | Enrique Isaac Bustos Díaz       |
| Cuarto     | Fernando Guerrero Ramírez       |

|                    |     |     |
| Tiros              | 21  | 11  |
| Tiros a puerta     | 6   | 2   |
| Faltas             | 16  | 8   |
| Saques de esquina  | 2   | 1   |
| Penaltis           | 0   | 1   |
| Fueras de juego    | 3   | 3   |
| Posesión del balón | 66% | 34% |

| Alineación inicial |

| 5     | POR   | Oscar Ustari     |     |
| 3     | DEF   | Kevin Álvarez    |     |
| 22    | DEF   | Gustavo Cabral   |     |
| 23    | DEF   | Óscar Murillo    |     |
| 195   | DEF   | Daniel Aceves    | 58' |
| 6     | MED   | Víctor Guzmán    |     |
| 24    | MED   | Luis Chávez      |     |
| 30    | MED   | Romario Ibarra   | 77' |
| 7     | DEL   | Nicolás Ibáñez   |     |
| 11    | DEL   | Avilés Hurtado   | 58' |
| 28    | DEL   | Érick Sánchez    | 84' |
| D. T. | D. T. | Guillermo Almada |     |

| 12    | POR   | Camilo Vargas       |     |
| 2     | DEF   | Martín Nervo        |     |
| 4     | DEF   | José Abella         |     |
| 5     | DEF   | Anderson Santamaría | 45' |
| 21    | DEF   | Aníbal Chalá        |     |
| 29    | DEF   | Emanuel Aguilera    |     |
| 14    | MED   | Luis Reyes          |     |
| 6     | MED   | Edgar Zaldivar      |     |
| 26    | MED   | Aldo Rocha          |     |
| 9     | DEL   | Julio Furch         | 84' |
| 33    | DEL   | Julián Quiñones     |     |
| D. T. | D. T. | Diego Cocca         |     |

| 35  | Centrocampista | Bryan González     | 58' |
| 19  | Defensa        | Fernando Navarro   | 58' |
| 9   | Delantero      | Roberto de la Rosa | 77' |
| 190 | Delantero      | Jesús Hernández    | 84' |

| 15 | Defensa | Diego Barbosa | 45' |
| 13 | Defensa | Gaddi Aguirre | 84' |

| 7' · 45+9' | Romario Ibarra Nicolás Ibáñez | 1:0 2:1 |

| 44' | Julio Furch | 1:1 |

| 36' · 57' · 90+1' · 90+6' | Daniel Aceves Kevin Álvarez Óscar Murillo Luis Chávez |

| 39' · 45' · 45+7' | Aldo Rocha Luis Reyes Camilo Vargas |

| 82' | Aníbal Chalá |

| Principal  | Fernando Hernández Gómez        |
| Asistentes | José Ibrahim Martínez Chavarría |
|            | Enrique Isaac Bustos Díaz       |
| Cuarto     | Fernando Guerrero Ramírez       |

|                    |     |     |
| Tiros              | 21  | 11  |
| Tiros a puerta     | 6   | 2   |
| Faltas             | 16  | 8   |
| Saques de esquina  | 2   | 1   |
| Penaltis           | 0   | 1   |
| Fueras de juego    | 3   | 3   |
| Posesión del balón | 66% | 34% |

| Alineación inicial |

| 5     | POR   | Oscar Ustari     |     |
| 3     | DEF   | Kevin Álvarez    |     |
| 22    | DEF   | Gustavo Cabral   |     |
| 23    | DEF   | Óscar Murillo    |     |
| 195   | DEF   | Daniel Aceves    | 58' |
| 6     | MED   | Víctor Guzmán    |     |
| 24    | MED   | Luis Chávez      |     |
| 30    | MED   | Romario Ibarra   | 77' |
| 7     | DEL   | Nicolás Ibáñez   |     |
| 11    | DEL   | Avilés Hurtado   | 58' |
| 28    | DEL   | Érick Sánchez    | 84' |
| D. T. | D. T. | Guillermo Almada |     |

| 12    | POR   | Camilo Vargas       |     |
| 2     | DEF   | Martín Nervo        |     |
| 4     | DEF   | José Abella         |     |
| 5     | DEF   | Anderson Santamaría | 45' |
| 21    | DEF   | Aníbal Chalá        |     |
| 29    | DEF   | Emanuel Aguilera    |     |
| 14    | MED   | Luis Reyes          |     |
| 6     | MED   | Edgar Zaldivar      |     |
| 26    | MED   | Aldo Rocha          |     |
| 9     | DEL   | Julio Furch         | 84' |
| 33    | DEL   | Julián Quiñones     |     |
| D. T. | D. T. | Diego Cocca         |     |

| 35  | Centrocampista | Bryan González     | 58' |
| 19  | Defensa        | Fernando Navarro   | 58' |
| 9   | Delantero      | Roberto de la Rosa | 77' |
| 190 | Delantero      | Jesús Hernández    | 84' |

| 15 | Defensa | Diego Barbosa | 45' |
| 13 | Defensa | Gaddi Aguirre | 84' |

| 7' · 45+9' | Romario Ibarra Nicolás Ibáñez | 1:0 2:1 |

| 44' | Julio Furch | 1:1 |

| 36' · 57' · 90+1' · 90+6' | Daniel Aceves Kevin Álvarez Óscar Murillo Luis Chávez |

| 39' · 45' · 45+7' | Aldo Rocha Luis Reyes Camilo Vargas |

| 82' | Aníbal Chalá |

| Principal  | Fernando Hernández Gómez        |
| Asistentes | José Ibrahim Martínez Chavarría |
|            | Enrique Isaac Bustos Díaz       |
| Cuarto     | Fernando Guerrero Ramírez       |

|                    |     |     |
| Tiros              | 21  | 11  |
| Tiros a puerta     | 6   | 2   |
| Faltas             | 16  | 8   |
| Saques de esquina  | 2   | 1   |
| Penaltis           | 0   | 1   |
| Fueras de juego    | 3   | 3   |
| Posesión del balón | 66% | 34% |

| Alineación inicial |

| 5     | POR   | Oscar Ustari     |     |
| 3     | DEF   | Kevin Álvarez    |     |
| 22    | DEF   | Gustavo Cabral   |     |
| 23    | DEF   | Óscar Murillo    |     |
| 195   | DEF   | Daniel Aceves    | 58' |
| 6     | MED   | Víctor Guzmán    |     |
| 24    | MED   | Luis Chávez      |     |
| 30    | MED   | Romario Ibarra   | 77' |
| 7     | DEL   | Nicolás Ibáñez   |     |
| 11    | DEL   | Avilés Hurtado   | 58' |
| 28    | DEL   | Érick Sánchez    | 84' |
| D. T. | D. T. | Guillermo Almada |     |

| 12    | POR   | Camilo Vargas       |     |
| 2     | DEF   | Martín Nervo        |     |
| 4     | DEF   | José Abella         |     |
| 5     | DEF   | Anderson Santamaría | 45' |
| 21    | DEF   | Aníbal Chalá        |     |
| 29    | DEF   | Emanuel Aguilera    |     |
| 14    | MED   | Luis Reyes          |     |
| 6     | MED   | Edgar Zaldivar      |     |
| 26    | MED   | Aldo Rocha          |     |
| 9     | DEL   | Julio Furch         | 84' |
| 33    | DEL   | Julián Quiñones     |     |
| D. T. | D. T. | Diego Cocca         |     |

| 35  | Centrocampista | Bryan González     | 58' |
| 19  | Defensa        | Fernando Navarro   | 58' |
| 9   | Delantero      | Roberto de la Rosa | 77' |
| 190 | Delantero      | Jesús Hernández    | 84' |

| 15 | Defensa | Diego Barbosa | 45' |
| 13 | Defensa | Gaddi Aguirre | 84' |

| 7' · 45+9' | Romario Ibarra Nicolás Ibáñez | 1:0 2:1 |

| 44' | Julio Furch | 1:1 |

| 36' · 57' · 90+1' · 90+6' | Daniel Aceves Kevin Álvarez Óscar Murillo Luis Chávez |

| 39' · 45' · 45+7' | Aldo Rocha Luis Reyes Camilo Vargas |

| 82' | Aníbal Chalá |

| Principal  | Fernando Hernández Gómez        |
| Asistentes | José Ibrahim Martínez Chavarría |
|            | Enrique Isaac Bustos Díaz       |
| Cuarto     | Fernando Guerrero Ramírez       |

|                    |     |     |
| Tiros              | 21  | 11  |
| Tiros a puerta     | 6   | 2   |
| Faltas             | 16  | 8   |
| Saques de esquina  | 2   | 1   |
| Penaltis           | 0   | 1   |
| Fueras de juego    | 3   | 3   |
| Posesión del balón | 66% | 34% |

| Alineación inicial |

| Campeón Grita México Clausura 2022 |
| ---------------------------------- |
|                                    |
| Atlas                              |
| 3.° título                         |

## Estadísticas

### Clasificación juego limpio
- Datos según la página oficial.
- Fecha de actualización: 1 de mayo de 2022

| Lugar                                | Club                                 |          |          |          | Puntos   |
| ------------------------------------ | ------------------------------------ | -------- | -------- | -------- | -------- |
| 1                                    | Tigres                               | 34       | 1        | 2        | 43       |
| 2                                    | Toluca                               | 39       | 1        | 1        | 45       |
| 3                                    | Pachuca                              | 31       | 0        | 5        | 46       |
| 4                                    | Santos                               | 37       | 0        | 3        | 46       |
| 5                                    | Cruz Azul                            | 38       | 2        | 1        | 47       |
| 6                                    | UNAM                                 | 33       | 1        | 4        | 48       |
| 7                                    | América                              | 31       | 3        | 3        | 49       |
| 8                                    | Tijuana                              | 46       | 0        | 1        | 49       |
| 9                                    | Guadalajara                          | 32       | 1        | 5        | 50       |
| 10                                   | Monterrey                            | 36       | 0        | 5        | 51       |
| 11                                   | Juárez                               | 39       | 0        | 4        | 51       |
| 12                                   | Querétaro                            | 45       | 0        | 3        | 54       |
| 13                                   | Atlas                                | 42       | 1        | 4        | 57       |
| 14                                   | Necaxa                               | 52       | 0        | 2        | 58       |
| 15                                   | Atlético San Luis                    | 48       | 2        | 2        | 60       |
| 16                                   | Mazatlán                             | 48       | 1        | 3        | 60       |
| 17                                   | León                                 | 39       | 3        | 4        | 60       |
| 18                                   | Puebla                               | 59       | 2        | 1        | 68       |
| Primera Tarjeta Amarilla             | Primera Tarjeta Amarilla             | 1 punto  | 1 punto  | 1 punto  | 1 punto  |
| Segunda Tarjeta Amarilla y Expulsión | Segunda Tarjeta Amarilla y Expulsión | 3 puntos | 3 puntos | 3 puntos | 3 puntos |
| Tarjeta Roja Directa                 | Tarjeta Roja Directa                 | 3 puntos | 3 puntos | 3 puntos | 3 puntos |

### Máximos goleadores
Lista con los máximos goleadores del torneo.
- Datos según la página oficial.

Fecha de actualización: 1 de mayo de 2022
| Posición | Jugador               | Club                 | Goles | Min. | Frec.       |
| -------- | --------------------- | -------------------- | ----- | ---- | ----------- |
| 1º       | André-Pierre Gignac   | Tigres               | 11    | 1420 | 129.09 min. |
| 2º       | Nicolás Ibáñez        | Pachuca              | 9     | 1380 | 153.33 min. |
| =        | Rodrigo Aguirre       | Necaxa               | 9     | 925  | 102.78 min. |
| 4º       | Germán Berterame      | Atlético de San Luis | 7     | 1472 | 210.29 min. |
| =        | Leonardo Fernández    | Toluca               | 7     | 1152 | 164.57 min. |
| 6º       | Víctor Guzmán         | Pachuca              | 6     | 1227 | 204.5 min.  |
| =        | Julián Quiñones       | Atlas                | 6     | 1186 | 197.67 min. |
| =        | Fernando Aristeguieta | Puebla               | 6     | 1009 | 168.17 min. |
| =        | Rogério de Oliveira   | UNAM                 | 6     | 1221 | 203.5 min.  |
| =        | Harold Preciado       | Santos Laguna        | 6     | 1157 | 192.83 min. |

#### Tripletes o más
| Jugador               | Local     | Resultado | Visita | Goles      | Fecha      | Jornada |
| --------------------- | --------- | --------- | ------ | ---------- | ---------- | ------- |
| Fernando Aristeguieta | Cruz Azul | 1 - 3     | Puebla | 7' 42' 77' | 5 de marzo |         |

### Máximos asistentes
Lista con los máximos asistentes del torneo
- Datos según SoccerWay.

Fecha de actualización: 1 de mayo de 2022
| Pos. | Jugador          | Equipo      | Asistencia |      |
| ---- | ---------------- | ----------- | ---------- | ---- |
| 1º   | Luis Quiñones    | Tigres      | 6          | 1025 |
| 2º   | Alan Mozo        | UNAM        | 4          | 1181 |
| =    | Lucas Rodríguez  | Tijuana     | 4          | 971  |
| =    | Kevin Álvarez    | Pachuca     | 4          | 1530 |
| =    | Maximiliano Meza | Monterrey   | 4          | 1422 |
| =    | Luis Romo        | Monterrey   | 4          | 1153 |
| =    | Roberto Alvarado | Guadalajara | 4          | 1280 |
| =    | Avilés Hurtado   | Pachuca     | 4          | 1124 |
| =    | Alonso Escoboza  | Necaxa      | 4          | 845  |
| =    | Alexis Vega      | Guadalajara | 4          | 1197 |

### Asistencia
Lista con la asistencia de los partidos y equipos Liga BBVA MX.

Datos actualizados a 1 de mayo de 2022

#### Por equipo
En los promedios solamente se cuentan los partidos que contaron con asistencia de público. El porcentaje de ocupación media está calculado con base en la capacidad total del estadio, pese a que no se está utilizando el aforo completo debido a restricciones derivadas de la pandemia de COVID-19.
| Pos                | Equipo             | Total     | Media  | Más alta | Más baja | % de Ocupación media |
| ------------------ | ------------------ | --------- | ------ | -------- | -------- | -------------------- |
| 1                  | Tigres             | 237,786   | 29,723 | 41,473   | 10,497   | 70.96%               |
| 2                  | América            | 226,223   | 28,280 | 52,630   | 16,968   | 34.88%               |
| 3                  | Monterrey          | 246,169   | 27,352 | 40,327   | 16,508   | 53.27%               |
| 4                  | Puebla             | 185,572   | 23,196 | 35,040   | 11,180   | 48.92%               |
| 5                  | Guadalajara        | 205,597   | 22,844 | 33,047   | 15,193   | 49.41%               |
| 6                  | Cruz Azul          | 193,131   | 21,549 | 33,924   | 12,686   | 26.47%               |
| 7                  | Atlas              | 137,445   | 17,181 | 21,968   | 12,588   | 31.23%               |
| 8                  | UNAM               | 136,149   | 17,019 | 42,650   | 8,493    | 29.12%               |
| 9                  | Tijuana            | 118,989   | 14,874 | 26,158   | 8,333    | 56.86%               |
| 10                 | Toluca             | 114,535   | 12,726 | 22,438   | 9,211    | 49.43%               |
| 11                 | Necaxa             | 95,549    | 13,649 | 20,537   | 8,921    | 57.23%               |
| 12                 | León               | 117,446   | 13,050 | 18,732   | 8,997    | 41.70%               |
| 13                 | Querétaro          | 60,636    | 12,127 | 14,463   | 7,458    | 35.53%               |
| 14                 | Santos Laguna      | 96,360    | 12,045 | 18,774   | 9,377    | 41.39%               |
| 15                 | Mazatlán           | 91,547    | 11,444 | 15,729   | 8,222    | 56.66%               |
| 16                 | Juárez             | 79,313    | 8,813  | 11,748   | 7,355    | 44.73%               |
| 17                 | Pachuca            | 68,841    | 8,605  | 11,367   | 5,584    | 33.20%               |
| 18                 | Atlético San Luis  | 75,613    | 8,401  | 14,998   | 5,397    | 32.68%               |
| Totales del Torneo | Totales del Torneo | 2,486,911 | 16,254 | 52,630   | 5,397    | 41.01%               |

#### Por jornada
El listado excluye los partidos que fueron disputados a puerta cerrada.
| 1     | 131,241   | 14,582 | 33.62% | Puebla vs. América (35,040)         | Atlético de San Luis vs. Pachuca (6,841)        |
| 2     | 103,455   | 11,495 | 30.98% | Tigres vs. Puebla (14,829)          | Pachuca vs. Guadalajara (6,692)                 |
| 3     | 115,518   | 12,835 | 29.56% | América vs. Atlas (20,825)          | Atlético de San Luis vs. Juárez (5,397)         |
| 4     | 101,202   | 12,650 | 32.32% | Atlas vs. Santos Laguna (17,346)    | Juárez vs. Guadalajara (7,801)                  |
| 5     | 154,985   | 17,220 | 40.21% | Monterrey vs. Juárez (29,052)       | Atlético de San Luis vs. Toluca (5,574)         |
| 6     | 158,866   | 17,651 | 43.83% | América vs. Pachuca (27,858)        | Juárez vs. Santos Laguna (7,355)                |
| 7     | 176,454   | 19,606 | 48.10% | UNAM vs. América (42,650)           | Pachuca vs. Mazatlán (6,875)                    |
| 8     | 154,299   | 17,144 | 43.17% | Tigres vs. Cruz Azul (36,978)       | Mazatlán vs. Necaxa (9,414)                     |
| 9     | 123,738   | 20,623 | 48.27% | Monterrey vs. América (40,327)      | Juárez vs. León (9,307)                         |
| 10    | 123,832   | 15,479 | 39.92% | Guadalajara vs. América (33,047)    | Atlético de San Luis vs. Puebla(5,904)          |
| 11    | 163,420   | 20,428 | 41.81% | Tigres vs. Monterrey (41,473)       | Mazatlán vs. León (9,566)                       |
| 12    | 153,012   | 17,001 | 47.14% | Tigres vs. Tijuana (37,691)         | Atlético de San Luis vs. Mazatlán (5,803)       |
| 13    | 140,894   | 17,612 | 38.44% | Monterrey vs Santos Laguna (29,769) | Atlético de San Luis vs. León (6,102)           |
| 14    | 166,003   | 18,444 | 45.29% | Tigres vs. Toluca (36,658)          | Juárez vs. Pachuca (8,568)                      |
| 15    | 134,177   | 14,908 | 40.15% | América vs. León (36,210)           | Toluca vs. Juárez (9,211)                       |
| 16    | 159,291   | 17,699 | 46.41% | Tigres vs. América (38,810)         | Juárez vs. Mazatlán (7,688)                     |
| 17    | 182,888   | 20,320 | 48.00% | América vs. Cruz Azul (52,630)      | Atlético de San Luis vs. Santos Laguna (10,364) |
| Total | 2,486,911 | 16,254 | 41.01% | América vs. Cruz Azul (52,630)      | Atlético de San Luis vs. Juárez (5,397)         |